# 解離性同一性障害
解離性同一性障害（かいりせいどういつせいしょうがい、英: Dissociative Identity Disorder ; DID）は、解離性障害のひとつである。かつては多重人格障害（英: Multiple Personality Disorder ; MPD）と呼ばれていた。
解離性障害は本人にとって堪えられない状況を、離人症のようにそれは自分のことではないと感じたり、あるいは解離性健忘などのようにその時期の感情や記憶を切り離して、それを思い出せなくすることで心のダメージを回避しようとすることから引き起こされる障害であるが、解離性同一性障害は、その中でもっとも重く、切り離した感情や記憶が成長して、別の人格となって表に現れるものである。
DSM‒5では、解離性同一症の診断名が併記される。

## 定義
「解離」には誰にでもある正常な範囲から、治療が必要な障害とみなされる段階までがある。
不幸に見舞われた人が目眩を起こし気を失ったりするがこれは正常な範囲での「解離」である。
さらに大きな精神的苦痛で、かつ子供のように心の耐性が低いとき、限界を超える苦痛や感情を体外離脱体験や記憶喪失という形で切り離し、自分の心を守ろうとするが、それも人間の防衛本能であり日常的ではないが障害ではない。
解離は防衛的適応ともいわれるが一過性のものであれば、急性ストレス障害 (ASD) のように時間の経過とともに治まっていくこともある。この段階では急性ストレス障害と診断されない限り、「障害」とされることは少ない。
しかし防衛的適応も慢性的な場合は反作用や後遺症を伴い、複雑な症状を呈することがある。
障害となるのは次のような段階である。
状況が慢性的であるがゆえにその状態が恒常化し、子供の内か、思春期か、あるいは成人してから、何かのきっかけでバーストしてコントロール（自己統制権）を失い、別の形の苦痛を生じたり、社会生活上の支障まできたす。これが解離性障害である。
解離性同一性障害（以下DIDと略）はその中でもっとも重いものであり、切り離した自分の感情や記憶が裏で成長し、あたかもそれ自身がひとつの人格のようになって、一時的、あるいは長期間にわたって表に現れる状態である。しかしDIDの人の中には、長期にわたって「別人格」の存在や「人格の交代」に気づかない人も多い。
深刻度はさまざまであり、中には治療を受けるも、特別に問題をおこすこともなく、無事に大学を卒業し、就職していくものもいる。
しかし深刻な場合には、例えば「感情の調整」が破壊されることからさらに二次的、三次的な派生効果が生まれ、衝動の統制、メタ認知的機能、自己感覚などへの打撃となり、そうした精神面の動きや行動が生物学的なものを変え、それがまた精神面にも行動面にも跳ね返ってくるという負のスパイラルに陥る。
うつ症状、摂食障害、薬物乱用（アルコール依存症もこれに含まれる）、転換性障害を併発することがあり、そして不安障害（パニック障害）、アスペルガー症候群、境界性パーソナリティ障害、統合失調症、てんかんによく似た症状をみせ、リストカットのような自傷行為に留まらず、本当に自殺しようとすることも多い。
スピーゲル (Spiegel,D.) は、その深刻なケースを念頭においてだが、次のように述べている。
「この解離性障害に不可欠な精神機能障害は広く誤解されている。これはアイデンティティ、記憶、意識の統合に関するさまざまな見地の統合の失敗である。問題は複数の人格をもつということではなく、ひとつの人格すら持てないということなのだ。」
一般に多重人格といわれるが、ひとつの肉体に複数の人間（人格）が宿ったわけではない。
あたかも独立した人間（人格）のように見えても、それらはその人の「部分」である。
これを一般に交代人格と呼ぶが、そのそれぞれがみなその人（人格）の一部なのだという理解が重要といわれる。
それぞれの交代人格は、その人が生き延びるために必要があって生まれてきたのであり、すべての交代人格は何らかの役割を引き受けている。
治療はそれぞれの交代人格が受け持つ、不安、不信、憎悪その他の負の感情を和らげ、逆に安心感や信頼感そしてなによりも自信、つまり健康な人格を育て、交代人格間の記憶と感情を切り離している障壁を下げていくこととされる。
しかし交代人格は記憶と感情の水密区画化、切り離しであるため、表の人格にとっては健忘となり、先述の通り当人に自覚がない場合も多い。自覚があっても治療者を警戒しているうちは交代人格は姿を現さない。また治療者が懐疑的であったりするとやはり出てこない。逆の表現をすると「DID患者に一度出会うと、すぐ次のDID患者に出会う」。
DIDはそれを熟知した精神科医や臨床心理士が少ないこともあり、他の疾患に誤診されやすい。

## 解離の因子
解離の因子を最初に整理したものとして1984年にリチャード・クラフト (Kluft,R.)が発表した四因子論があり、そこでは解離能力/催眠感受性などの「解離の資質」が前提とされていたが、現在ではニュアンスが変わっている。ここではまず解離を生むストレス要因を見てから、解離の資質、解離しない能力についてまとめる。

### 解離を生むストレス要因
生理学的障害ではなく心因性の障害である。
心因性障害の因果関係は外科や内科のように明確に解明されているわけではなく、時代により人によって見解は統一されていない。
治療の方向性はある程度は見えてきてはいるものの最終的には試行錯誤である。
むしろ多因性と考え、あるいは一人一人違うと考えた方が実情に即しており、以下もあくまで一般的な理解のまとめに留まる。
解離性障害となる人のほとんどは幼児期から児童期に強い精神的ストレスを受けているとされる。
ストレス要因としては、(1)学校や兄弟間のいじめ、(2)親などが精神的に子供を支配していて自由な自己表現ができないなどの人間関係、(3)ネグレクト、(4)家族や周囲からの児童虐待（心理的虐待、身体的虐待、性的虐待）、(5)殺傷事件や交通事故などを間近に見たショックや家族の死などとされる。
この内、(4)(5)がイメージしやすい心的外傷（トラウマ）である。
1980年代頃の北米の事例で象徴的なのは慢性的な(4)のケースである。
パトナム (Putnam,F.W.) は1989年には児童虐待がDIDを「起こす」と証明されたわけではないが、DIDと心的外傷、なかんずく児童虐待との因果関係を疑う治療者はひとりたりともいないと云ったが、同時にそれ以外の児童期外傷として(5)の「地域社会の暴力」「家庭内暴力」「戦争と内乱」「災害」「事故と損傷」もあげている。
(3)のネグレクト (neglect) を原因とするDID症例も多く、ネグレクトは虐待とセットで論じられることも多い。
ネグレクトというと「養育放棄」の重いもの、「充分な食事を与えない」「放置する」というようなイメージが強いが、意味するところは広く、経済的事情・慢性疾患などで子供の感情に対する応答ができないなども含めて、精神の発達に必要な愛情その他の養育が欠如している状態を指す。
ネグレクトも心的外傷 (trauma) に含めてそれを陰性外傷 (negative trauma) と呼び、通常の虐待を陽性外傷 (positive trauma) と呼ぶこともある。陰性外傷としてとらえた場合には、それが親の責任であるかどうかに関わらず、場合によっては子供の過度の感受性故の誤認による主観的な心の傷まで範囲は広がる。
家庭内の虐待を伴わないネグレクトもあるが、家庭内の虐待は多くの場合、陽性外傷であるとともに陰性外傷でもあることがある。ストロロウ (Stolorow,R.) などは、小児期における心的外傷は苦痛自体が外傷体験なのではなく、それに対して養育者（親）が応答してくれない、波長を合わせる(attunement) ことを行わないことが外傷体験であるという。クラフトの四因子論でいえば4つ目の「慰めの不足」に似ている。
日本では(1)(2)を要因とする症例も多い。
(2)は「関係性のストレス」とも呼ばれる。
過保護でありながら支配的な家庭環境によるストレスが中心だが、中には次のようなケースも含まれる。
母親はすごく良い子で手がかからずスムーズに育ってきたと思っていた。
しかし娘は、いい子でいなくてはと親の気持ちをくみ取りながら生きているうちに自分の気持ちが内側にこもり解離が始まりだす。
報告されている事例は娘の場合が多いが、息子の場合もありうる。
このようなケースでは母親は娘（主に）の発症に訳も判らぬまま自分を責めることがしばしばある。
ただしアメリカの治療者がそうした側面を見ていないわけではない。
例えばアリソン (Allison,R.B.) は1980年の自著の中でこう書いている。
特に後半などは岡野憲一郎が「関係性のストレス」として描きだしたものと共通するニュアンスがある。
「原因には似通ったパターンがあるということだ。〈児童虐待〉もそのひとつである。…精神的・心理的暴力（いじめ）も含まれる。…片方の親は〈良い親〉で、もう片方は〈悪い親〉と見られている。…〈良い親〉が、子どもを〈捨てる〉といったことも多い。実際には、親が死亡したり、軍務についたり、あるいはいたしかたない別離なのだが、子どもにはそれが理解できない」「他の人格を作り出す子どもは、怒りや悪い感情を抑えなさいと教えられていることが多い。いい子は怒ったりしないというのが、両親や保護者から強制される態度である。」

### 安心していられる場所の喪失
心的外傷はPTSDなど様々な現れ方をするが、柴山雅俊は解離性障害が重症化しやすい特徴を「安心していられる場所の喪失」ととらえている。
柴山は自らが関わった解離性障害者42人を、自傷傾向や自殺企画が反復して見られる患者群23名とそうでない19名に分けて、患者の生育環境との相関を見た結果、DIDを含む解離性障害の症状を重くする要因は、日本の場合、家庭内の心的外傷では両親の不仲であり、家庭外の心的外傷では学校でのいじめであるとする。
「安心していられる場所の喪失」とは、本来そこにしかいられない場所で「ひとりで抱えることができないような体験を、ひとりで抱え込まざるをえない状況」に追い込まれ、逃げることもできずに不安で不快な気持ちを反復して体験させられるという状況である。
自分を肉体的、あるいは精神的に傷つけた相手が、本来なら自分を癒すはずの相手であるために心の傷を他者との関係で癒すことができない。
こうして居場所の喪失、逃避不能、愛着の裏切り、孤独、現実への絶望から、空想への没入と逃避、そして解離へと至るのではないかとする。
ジェフリー・スミス (Smith. J.) は2005年の「DID（解離性同一性障害）治療の理解」の中でこう述べている。
「解離性記憶喪失を感情的トラウマのための一種の回路遮断機と見なすならば、記憶喪失の引き金となりうるほどの深刻なトラウマは何か、という疑問が生じる。第一の、そして最重要の要素は、私見では孤独感、すなわち安心してその事象を分かちあえる人間の欠如である。」
スミスが扱ったケースはいかにもアメリカ的な児童虐待であったが、それでも柴山と同じ結論に至っている。
「安心していられる場所の喪失」も心の傷ではあるが、PTSDでイメージしやすい戦争体験、災害、犯罪被害、事故、性暴力などと比べると性格が異なる。
先に触れたネグレクトもこの問題に関係する。
ここで、クラフトの四因子論でいえば4番目の「十分な慰め」の欠如が、むしろ重要な要因として浮かび上がってくる。

### 愛着理論からの視点
最近では幼児期の生育環境と解離性障害の関係も指摘されている。
発達心理学の愛着理論(Attachment theory)では、Aタイプ（回避群）、Bタイプ（安定群）、Cタイプ（抵抗群）が有名だが、1986年にメイン (Main,M.) とソロモン (Solomon,J.) が発見したDタイプ（無秩序・無方向型）が新たに加わる。
1991年にはバラック (Barach,P.M.M.) が愛着関係(attachment)とDIDとの関係を示唆し、あるいは2003年にライオンズ-ルース (Lyons-Ruth.K.) が、明確な心的外傷がなくとも、Dアタッチメント・タイプにあった子供は解離性障害になる可能性が高いとするなど、後徐々にこの方面での研究が進んでいる。
そしてリオッタ (Liotti.G.) は2006年に、このDタイプを示すような養育状況が、解離性障害への脆弱性を増大させるというモデルを提唱し、解離性障害の（従ってDIDでも）精神療法は第一にこのアタッチメントに焦点をあてるべきであると主張した

### 解離の資質
次にクラフトの四因子論ではDIDの条件であった「解離する潜在能力・催眠感受性」である。1982年に、アメリカの心理学者ウイルソン (Wilson,S.C.) とバーバー (Barber,T.X.) は「ファンタジーを起こしやすい性格：理解画像、催眠、および超心理学現象の影響」という論文で、催眠に掛かりやすい人は空想傾向があり、かつ深く没入すると発表した。これを「空想傾向」 (fantasy-proneness) という。
ここでいう「空想傾向」とは普通の人にも当てはまるレベルではなく、その傾向が顕著な一群であり、人口の約4%が該当とする。
彼らは幼児期から空想の世界に浸り、実際に体験したことと空想の記憶を混同してしまう傾向がある。
イマジナリーフレンド（後述）と遊び、小さな妖精や守護天使、樹木の精霊などが実在していると信じ、遊んでいた人形や動物のおもちゃが実際に生きていると信じていたという。
ただしこれには1990年代に入って一部修正する研究も出始めている。
柴山雅俊はDIDを含む解離性障害の患者の幼少期の主観的世界は、ウイルソンらが指摘した「空想傾向」に大きく重なるとする。
ただし「空想傾向」の一群が解離性障害とイコールということではない。
違いは「空想傾向」は願望的でファンタジーであるに対し、解離性障害の患者達は気配敏感のような恐怖や怯えが含まれることであるとする。
両者の違いについては「イマジナリーフレンド」の章でもう一度ふれるが、空想傾向が虐待や解離性障害などの結果なのではなく、そうした資質、ある種の才能を持っている者が幼少期に持続的なストレスに見舞われたとき、空想に逃げ込み、重症の場合はDIDになると理解されている。

### レジリエンス・解離しない能力
「解離の資質」は「脆弱性」 (vulnerability) ともいいなおされる。
その「脆弱性」の反対の概念が「レジリエンス」(resilience)である。レジリアンスとも表記される。
精神医学の世界では、ボナノ (Bonanno,G.) の「極度の不利な状況に直面しても、正常な平衡状態を維持することができる能力」という定義が用いられることが多い。
何故これが問題になるのかというと、例えばPTSDである。
1995年のアメリカの論文によると、アメリカ人の50% - 60%がなんらかの外傷的体験に曝されるという。しかしその全ての人がPTSDになるわけではなく、なるのはその8% - 20%とある。
2006年の論文では、深刻な外傷性のストレスに曝された場合、PTSDを発症するのは14%程度と報告されている。
では、なる人とならない人の差は何か、というのがこのレジリエンスである。
2007年にアーミッド (Ahmed) が、目に見えやすい性格的な特徴を「脆弱因子」と「レジリエンス因子」にまとめたが、そこで特徴的だったことは「レジリエンス因子」は「脆弱因子」のネガではないということである。
「脆弱因子」を持っていたとしても、「レジリエンス因子」が十分であればそれが働き、深刻なことにはならない。
その「レジリエンス因子」には「自尊感情」「安定した愛着」から「ユーモアのセンス」「楽観主義」「支持的な人がそばにいてくれること」まで含む。
レジリエンスはいわば自発的治癒力である。
この問題は、単になりやすい人、なりにくい人の差だけでなく、その治療にも大きなヒントを与えるものとして注目されている。

## 人格の解離

### 人格の区画化
「ネガティブな心的内容」を離人症状や体外離脱でやり過ごしたり、その記憶を切り離すことは本能的な防衛反応ともいえ、一時的なもので済めば障害とはいえない。
しかしそれが恒常化すれば、抑圧し切り離した記憶もまた自分の一部であるので、何らかの形で自分を縛っている。
それがさらに進んで切り離した自分の記憶や感情が表の自分とは別に心の裏で成長し、それ自身が意志をもったひとつの「わたし」となる（以下本稿では「私」と「わたし」を区別して表記する）。
ひとりの人間（人格）の記憶と感情が区画化され、壁で隔てられた状態である。
柴山雅俊は「ネガティブな心的内容」を受け持った「切り離されたわたし」を「身代わり部分」「犠牲者としてのわたし」、「切り離した私」を「存在者としての私」と呼んでいる。
「犠牲者としてのわたし」は心の中で生き続けている「まなざしとしてのわたし」でもある。
「存在者としての私」は「まなざしとしてのわたし」の気配、視線を感じて「後ろに誰かいる」と気配過敏症状を表す。
「切り離した私」は「切り離されたわたし」を知らないが、「切り離されたわたし」は「切り離した私」のことを知っていることが多い。
そして「切り離されたわたし」が一時的にでもその体を支配すると、表では人格の交代となる。
しかしほとんどの場合、周りの者には「急に性格が変わる」と思われるだけで別人格だとは気づかれない。
「元々の私」「切り離した私」を主人格 (host personality)、または基本人格 (original personality) と呼ぶ。
それに対して「切り離されたわたし」が解離した別人格であり、交代人格 (alter personality) という。
交代人格がその体を支配していることもある。
交代人格しかいない場合もある。
バン・デア・ハート (Van der Hart) らの構造的解離理論では「あたかも正常に見える人格部分 (ANP)」と「情動的人格部分 (EP)」に分けている。
ANPは日常生活をこなそうとする人格部分 (personality parts) であり、EPは心的外傷を受けたときの過覚醒、逃避、闘争などに関わっている。
そしてその組み合わせにより、構造的解離は3つに分類される。

### 交代人格
交代人格の現れ方は多様であるが、例えば弱々しい自分に腹を立てている自分、奔放に振る舞いたいという押さえつけられた自分の気持ち、堪えられない苦痛を受けた自分、寂しい気持を抱える自分などである。
先に述べたように、「切り離した私（主人格）」は「切り離されたわたし（交代人格）」のことを知らない。
そして、普段は心の奥に切り離されている別の「わたし（交代人格）」が表に出てきて、一時的にその体を支配して行動すると、「切り離した私（主人格）」はその間の記憶が途切れ、戻ってきたときにはその間に何があったのかを知らない。
交代人格は「元々の私」が切り離した主観的体験の一部、あるいは性格の一部であるので極めて多様であるが、事例によく現れるのは次のようなものである。
- 主人格と同性の、同い年の交代人格。ただし性格が全く異なる。
- そのほか、受け持つ事件が起こったときの年齢の交代人格が現れることもある[注 27]。
- 子供の交代人格もよく出てくる。4 - 7歳児が多いが、2歳児の人格も報告されている[41][注 28]。
- 他の交代人格の存在を知らず、別の交代人格が表に現れているときの記憶を全く持たない交代人格がある。主人格もそうであるので、幻聴や健忘に困惑しても本人は交代人格がいることに気がつかない。
- 逆に主人格や、他の交代人格の行動を心の中から見て知っている交代人格もある。
- 怒りを体現する交代人格や、絶望、過去の耐え難い体験を受け持つ交代人格。リストカットや睡眠薬で自殺を図ろうとする自傷的な交代人格もそのなかに多い。性的に奔放な交代人格が現れることもある。
- 異性の交代人格なども現れる。
- 逆にこの子（自分なのだが）はこうあるべきなのだと考えている理知的な交代人格が現れる場合もある。ラルフ・アリソンがISH（内的自己救済者）と呼んだものもこの範疇になる。
- 危機的状況で現れて、その女性の体格では考えられない腕力[注 29]でその子を守る交代人格もある。

それらの交代人格は表情も、話し言葉も、書く文字も異なり、嗜好についても全く異なる。
例えば喫煙の有無、喫煙者の人格同士ではタバコの銘柄の違うようである。
同じく絵も年齢相応のものとなる。。
また、心理テストを行うとそれぞれの人格毎に全く異なった知能や性格をあらわす。
顔も全く違う。
勿論同じ人間なのだから基本となる骨格、目鼻立ちは同じではあるが、単なる表情の違いとは全く異なる。
そのほか演技では不可能な生理学的反応の差を示す。
多重人格といわれてもひとつの肉体に複数の人格が宿ったわけではない。
あたかも独立した人格のように見えても、それらは一人の人格の「部分」である。
例えていえば人間の多面性の一面一面が独立してしまったようなものであり、逆にその分、主人格は「感情」が薄いことが多い。
なお、治療者はそれぞれの理解と治療方針に基づいて様々な交代人格の分類を行うことがあるが、一般化はできない。

## DIDの治療

### 兆候
以下は治療者にとっての診断基準ではなく、あくまで周囲の者にとっての兆候である。
診断を行うのは医師である。
しかし誰かが気づき、治療者につなげなければ治療は始まらない。
なお、本人にとっての兆候は柴山雅俊監修の『解離性障害のことがよくわかる本』に解りやすくまとめてある。 
- 突然「貴方だれ！」と
親に対してはあまりないが、友人、恋人[45]、夫または妻、あるいは会社の同僚に対して突然「貴方だれ！」と言い出し、例えば会社の中などで急に怒り出す、突然座り込んで泣く、息ができないと言い出しパニック状態になる[46]。その会社に勤務していることを知らない交代人格が職場で突然表に現れれば、当然同僚の顔は知らず、どこにいるのかも判らない。
- 年齢・性格にそぐわない態度
例えば成人の女性であるのに、恋人や夫に突然子供のような振る舞いで甘えてくる。通常の甘えとは明らかに異なり、4歳とか6歳児のようなしゃべり方をすることもある[47]。自分の娘より子供のようになることもある[48]。あるいは逆に極めて乱暴な口調、場合によっては男言葉で罵倒しはじめる。しぐさや服装、好みがガラリと変わる[49]。
- 自分じゃないと
明らかに自分がやったのに自分じゃないと言い張る。絶対に言い逃れできない状況であって、「嘘つき」ならもっとましな言い逃れをするはずだと思う場合があるかどうか[50][51]。これは決め手にはならないが、初診時に申し添えておいたら診察者にとって重要な手がかりになる。
- リストカット
解離が起こっている人間はリストカット等自傷行為を繰り返すことがある。多くは人の気をひくためではない。本当に自殺しようとする場合もあるが、現実感の喪失から痛みで生きていることを実感しようとする場合も多い。普通の人には理解しがたいが、消えようとする自分を取り戻すための防衛的行為であることもある[52][53]。現実感喪失は離人症状とともにホームズ (Holmes, E.A.)のいう離隔 ( detachment )のひとつである。
- 性格
兆候ではないが(1)幼い頃からおとなしく自己主張できない。(2)受け身で依存的である。(3)自分を抑えていて聞き分けがいいよい子であると親の目には映る[54][55]。前述のエピソードに加えてその人がこのような性格であればDIDか、または他の解離性障害の可能性は高まる。

### 周囲の役割
治療は精神科医や臨床心理士などの助けを借りる必要がある。
それなしでは治癒はおぼつかないが、しかし治療は精神科医や臨床心理士だけでできるものではなく、周囲の協力が大きな力になるとされる。
本人にとってストレスの元になっている人を除いてだが、親や兄弟、そしてパートナーの支え、身近なものとの安心できるつながりや、その中で感情表現の機会を作ってあげることはとても大切であるという。
DIDのすべてが重篤な病態というわけではなく、見守っていたり、家族や環境のちょっとした調整で改善する例も少なくない。

患者という船を安心できる港に着岸させることを治療の目的と考えれば、精神科医やセラピストはDIDの治療の水路を熟知している水先案内人であり、実際に牽引して着岸させるタグボートが周囲の者と考えれば解りやすい。
そのためにもパートナーや家族は必要に応じて治療者との面談を行いアドバイスを受けることが推奨される。
特にパートナーや配偶者は非常に大きな力になるといわれる。
周囲の接し方としては以下の3点が基本である。
- 「異常」あつかいをしない。
- どの人格にも愛情をもって接する。依怙贔屓（えこひいき）しない
- 話をちゃんと聴く。気持ちを受け止める。

ただし、友達などが、打ち明けられた直後に「いいお医者さんがいるよ」などというのは異常あつかいをされたと受け取られ、その人に絶望感を与えることになりかねない。
話をちゃんと聴いてあげる、気持ちを受け止める、愛情・友情をもって接することが先であり、そのこと自体が治療的である。
攻撃的人格の場合は憎悪をぶつけてくるので、普通の人間にはその気持ちを受け止めることは非常に難しいが、できる限りきちんと話を聞き、言っていることを理解しようとしている姿勢を見せることは重要とされる。
「暴力的な人格」の「暴力」は、純粋に加害的な暴力ではなく、多分に自己防衛的な「抵抗性の暴力」であることも多い。

やってはいけないこととして、岡野憲一郎は3つあげている。
- 症状の背景になんらかの虐待があると決めつける。
- 本やインターネットの中途半端な情報を信じ、見よう見まねで「治療」を試みる。
- 興味本位であれこれと問いかけ、別人格を呼びだそうとする。

「話をちゃんと聴く」ことと「ほじくりかえす」ことは全く別である。
また、柴山雅俊は、周囲の者が陥りやすいあやまちとして、出版されている多重人格の本を沢山読み「患者とともに知らぬ間に解離の世界へと没入」してしまうことを指摘する。

### 何を解消するのか
概要に述べたように別の人格がいることが障害なのではない。
そこから引き起こされる精神的混乱、不安定さ、人格の希薄化、実生活面での混乱や困難さが問題なのであり、それを和らげて最後には解消することが治療の目的とされる。
岡野憲一郎は、「臨床家はなぜDIDに苦手意識を持つのだろうか」という文脈の中でだが「実は解離はそれ自体が病理の本質となることは決して多くないと私は考えている」「治療的に扱う対象は解離そのものというよりは、むしろ合併症や患者を取り巻く生活状況ということになろう」とまで言っている。
うつ症状や焦燥感、極度の不安などを感じているときには、抗うつ剤や抗不安剤などでそれらを抑えることはあるが、それは周辺症状に対する補助的なもので、基本は精神療法、簡単にいうとカウンセリングである。
それをどのように行うかは治療者、さらにそれぞれの患者（臨床心理士にとってはクライアント）の状況によって異なる。

### 精神療法の基本的前提
柴山雅俊は「解離に対する精神療法の基本的前提」として以下の10項目を挙げている。
なおここでは柴山雅俊のものを紹介したが、アメリカの治療者でもニュアンスは共通する。
もちろん昔日本にも紹介されたアメリカのものとは違う部分もある。
例えば1986年時点のブラウン (Braun,B.G.) の治療の12段階には「治療契約をする」という項目が含まれていた。
契約といっても世間一般でいう契約書ではなく「私は、いつ何時でも、偶然か故意かを問わず、自分自身をも外部の誰をも傷つけたり殺したりしません」
というような治療者と患者の約束事であり、治療的意味合いが強い。
柴山の10項目の9番目にある「破壊的行動や自傷行為などについては行動制限を設け」がそれに近い意味合いである。
またマッピングと言って、患者に内部の交代人格の存在とか相互の関係を図に書かせることも、少なくとも1990年代中半まではスタンダードな手法であった。
ロス (Ross,C.A.) も1989年当時はマッピングを重視していたが、1997年には「私は敢えてそれをするよりは、各交代人格が自然に出現してくるに任せるようにしている」と述べている。
パトナムの1997年の『解離』でも、目次はおろか索引からすら姿を消している。
1997年は様々な点でDIDの環境や治療方針が大きく変わった年である。
2020年現在でも使われることもあるが、アメリカでも日本でも必須とはされていない。
上記の10項目の3番目は2つの問題に分割される。
「除反応かレジリエンス（自然治癒力）の強化か」「人格の統合がゴールか」という2点である。

### 除反応かレジリエンスの強化か
1989年当時、パトナムは治療の焦点を心的外傷からの回復と治療的除反応 (Abreaktion)とおき、「苦しむ患者をこれほど劇的に救出する精神医学的介入方法は他にはそうざらにない」とまで言っていた。
除反応はカタルシス療法とも呼び、フロイト(Freud,S.) の初期の共同研究者であったJ.ブロイアー (Breuer,J.) の患者アンナ・O自身が発明し、「お話し療法 (独 redekur) 」「煙突掃除 (独 kamiegen) 」と呼んだ方法である。
単純にいえば心の奥底にあるものを思い出して言語化すれば症状は消失するという療法である。
催眠を使う場合は催眠により記憶を呼び覚まし、再体験させることもある。
アンナ・Oの場合は口に出すことでその症状は消えたが（もっとも症状は次から次へと現れた）、しかしその「心の奥底にあるもの」が深刻な虐待、またはそれに類する外傷体験 (traumatic experience) である場合には、不用意にそれに直面するとフラッシュバックを起こして収拾がつかなくなり、逆に症状を悪化させることもある。
除反応どころか再外傷体験となってしまうのである。
DIDは精神障害の中で自殺企画率が高いともいわれるが、特に記憶回復、除反応を始めると増加するという報告すらある。
クラフトは1988年段階でも、十分な信頼関係を築けた後に治療者が除反応的なアプローチが必要と思った場合でも、言葉を選んで環境も整え、相手の意志を尊重して、一気にではなく小出しに、分節化 (fractionated abreaktion) してそれに当たるとしていた。
もちろんパトナムも同様に慎重であった。
しかし2020年現在では除反応よりも、それぞれの人格が受け持つ不安、不信、憎悪その他の負の感情を和らげ、逆に安心感や信頼感を育てていくことが重視されはじめている。
ロス (Ross,C.A.) は1989年段階から除反応には慎重な姿勢を示し、1997年には除反応行わないと宣言する。
1989年には除反応を説いていたパトナム自身も1997年の『解離』では、リクラゼーションにより患者の自発的治癒力を強める方向を重視しはじめた。
国内でも「外傷体験を聞き出しての除反応に治療者が夢中になるのは非治療的」と考えられている。
一丸藤太郎は、「DIDであれば性的虐待などの深刻な心的外傷を受けているはずだという前提からアプローチするのは禁忌である」「心的外傷体験はできればそっと置いておきたい」という。
そして細澤仁も「心理療法において、外傷記憶の想起は必ずしも必要ない」とする。しかし「除反応かレジリエンスの強化か」という問題は二者択一の関係にあるわけではなく、いずれをより重視するのかという問題である。「話をちゃんと聴く」ことと「ほじくりかえす」ことは全く別である。患者の安心感を十分に確立できた段階で、「話をちゃんと聴く」「気持ちを受け止める」という文脈の中で、患者が自から語りはじめるなら、それは十分に治療的であるとされる。「話す」ことは「放す」「解き放つ」ことに通じる。
近代医学の中心的思想であった「発病モデル」は、単純化すると人間を機械と同じとみなし、故障した箇所と原因を究明してそこを修理するという考え方である。
しかし現在の内外の治療者は、それよりもむしろ支持的に接し、支え、自発的治癒力（レジリエンス）を強めるという「回復モデル」に向かいつつある。
2006年にリオッタは、Dタイプを示すような養育状況が解離性障害への脆弱性を大させるというモデルを提唱しているが（「愛着理論からの視点」参照）、愛着理論の立場では、統合された自己はその子が成長する過程で獲得されるものであり、その過程が養育状況により頓挫するのが解離性障害の前提となる脆弱性であるという理解である。
リオッタは、深い悲しみをもつDID患者に対して、治療者が共感的理解を提供することで、その治療関係の中でDID患者の愛着システムが活性化され、安定型（Bタイプ）の愛着を経験しはじめる。
また患者は、脱価値化や自他への攻撃ということの背景には他者によって理解されたい、苦しみを癒してほしいという動機が存在していることを理解するようになる。
それらによって患者は統合へ向かうとしている。
現在の日本の治療者も、大筋において同じ方向を向く者が多い。

### 人格の統合がゴールか
昔は人格の「統合」がゴールとして強調されたが最近はあまりいわれていない。
彼らは記憶や意識を分離し、解離することによって、ギリギリで心の安定を保ってきたのであって、むやみに「統合」を焦るとその安定が崩れかねない。
「統合」の話題は「あんた医者だね。
私に消えろ、死ねというんでしょ！」と反発する人格が現れたり、夜中に「怖いよ！私が消えちゃう！」と泣き叫んだりと、今そこにいる人格に恐怖と苦しみを与えることがある。
「今はバラバラなジグソーパズルだけど、ジグソーパズルはピースがひとつでも欠けたら完成しないよ」とか、「みんなが仲良くなってそれぞれの気持ちを大事にできるといいね」「みんなが幸せになれるといいね」というような接し方をしながらやさしく包みこみ、それぞれの人格の「コミュニケーションを促す」、「橋を築く」、分かれてしまっている記憶や体験を「つなげていく」、「融合する」、「むすぶ」方向が大切であるとされる。
解離はその人の人格が薄まっている状態であり、治療者は患者自身の治癒力（レジリエンス）、ジャネ (Janet,P) や構造的解離理論の言葉を借りれば心的エネルギー (mental energy) が強まるように支援してゆくが、統合するかどうかは本人達が決めることである。
パトナムは、1989年時点でさえ以下のように述べていた。
「熟練した治療者の間では、交代人格の完全な統合が望ましい治療目的であるということで意見はほぼ一致しているが、これは多くの患者にとっては端的に非現実的な目標かもしれない…統合を治療の中心に据えるのは間違いである。治療は非適応的な反応と行動を、より適切な形の対処行動に置き換えることを目標とすべきである。交代人格の統合がこの過程で生じるのが理想ではあるが、たとえそうならなくとも、患者の機能レベルが大きく改善すれば、その治療は成功したといってよいだろう。」
平易に言い直せば前述の「何を解消するのか」に書いた「精神的混乱、不安定さ、人格の希薄化、実生活面での混乱や困難さ…を和らげて最後には解消すること」である。
「統合は多重人格患者の治療目的とするべきものではないが、この喜ばしい結果に至る場合もありうる」という程度である。
さらにパトナムは、その「喜ばしい結果」も、断片的な人格の場合を除いて、交代人格は表から消えたように見えても、死にも去りもせず、休眠、不活性化するだけであるという。
休眠状態も含めて、「統合」はあくまでその人その人達の回復、つまり心の安定の結果に過ぎないとされる。
また、統合が今よりも重視されていた1984年段階においても、ブラウン (Braun,B.G.) は「治療過程の70%の標識」と見積もり、クラフトは「治療の〈一局面〉」にすぎないとし、重要な標識ではあっても治療の終結のしるしとはみなしてはいない。
ロバート・オクスナムの治療を行ったジェフリー・スミスは、おそらく「融合」と「統合」は区別しておいた方がよいのだろうと述べ、企業の合併と同じく、「統合」後に、多くの「文化的相違」を処理することが必要になるという。
「融合」は論者により使われ方が異なるが、この場合は「統合」の後の、真の同一性の獲得、成長を指している。

## 正常な範囲と周辺の疾患
DIDとよく混同されがちな正常な範囲と、DIDが誤診されがちな他の疾患には以下のものがある。
それ以外にもDIDと併発する疾患もあり、アメリカ精神医学会の精神障害の診断と統計マニュアル(DSM)の基準では複数の疾患名を併記して良いことになっている。

### 正常な範囲

#### 性格の多面性
酔うと人が変わる。
散々暴言を吐いておきながら翌日にはそのことを覚えていない。
相手によって態度や発言が変わる。
おとなしい人が突然激昂する。
これらは普通の人間にも良くあることであって異常ではない。
時として自分の内なる声を感じるとか別の自分を感じることがある。
しかしこれも通常は人間の多面性の表れ、日常的な迷いや葛藤であって障害ではない。
障害でないだけではなく、正常な範囲の解離ですらない。

#### 軽度または一時的な解離
金縛りや金縛り中の体外離脱体験なども通常は病的な解離ではない。
また憑依現象（日本では狐憑きなど）や宗教性の一時的トランス状態は、その人が住んでいる文化圏で普通に受け入れられているものならDIDではなく、そもそも障害とはみなさない。
「没入」や「白日夢」などの正常範囲の解離は、たしかに知覚と注意の幅は狭くなっているが、しかし記憶や同一性は、正常状態から遠くに隔たってはいない（「解離」の「誰にでも普通にある正常な範囲」を参照）。
逆に病的解離の特徴は自己史記憶と同一性が、状態で大きく変わることである。
DIDとみなされるのはうつ症状や頭痛、原因の解らない不安、その他の著しい精神的な苦痛もたらす症状が継続的である人の中で、交代人格をもっている人であり、そのことのために対人関係の困難が生じている場合である。
かつては正常な範囲の解離から病的な解離まで連続的であると理解されていたが、現在では連続的ではなくその二つの類型が存在するという理解が主流である。
また、DIDでも記憶が共有されている、別人格がふだんは表には現れないなどで、社会生活に支障がなく、本人も苦痛を感じていないのであれば障害ではない。

### 統合失調症
「付論1」の「精神分裂病概念の影響」でまたふれるが、DIDが再発見されるまで彼らは統合失調症(schizophrenie)として診断されていたと思われている。
現在は日本でもDIDの知名度は上がっているが、しかしそれを熟知し診断経験のある精神科医はまだ少ない。
さらに現在もDIDに懐疑的な精神科医は残っている。
そうした場合はDIDは統合失調症と診断される可能性が高い。
誤診される一番の原因は「幻聴」である。
DIDの場合、別の人格が語りかけてくる声を聞くことが多く、本人は誰でもそうなんだろうと思っている。
ところがDIDに慣れていない医師がその話を聞くと統合失調症が最初に思い浮かぶ。
統合失調症の判定項目として有名なものにシュナイダー(Schneider,K.)の1級症状があり、以下の項目である。
1939年に発表されたもので、シュナイダー (Schneider,K.) はこの1級症状のうち一つ以上が存在すれば「控え目に」統合失調症を疑うことができるとした。
しかしクラフトは、DIDの可能性を示す主な兆候として15項目をあげ、その11番目に「妄想知覚を除くシュナイダーの第1級症状」をあげている。
「身体的被影響体験」も解離性障害でみられることはまずないが、その2つ以外はむしろDIDに多く該当する。
実際に統合失調症患者ではこのシュナイダーの1級症状の適合は1 - 3項目ぐらいであるに対し、DID患者では3 - 6項目とほとんど倍ぐらいである。
シュナイダー (Schneider,K.) が1級症状を考えた時代はDIDが精神科医の意識から消えていた時代である。
統合失調症の原名（独名）「schizophrenie」はオイゲン・ブロイラー (Bleuler,E.) の造語で、語彙は「schizo（分かれた）phrenie（心）」である。
ブロイラー (Bleuler, E.)もシュナイダー (Schneider,K.) も、そしてヤスパース (Jaspers,K.T.) も、現在のDIDの患者を含めてschizophrenie（統合失調症）概念やその1級症状を考えていたとしたら、シュナイダーの1級症状が現在のDID患者に高い比率で、それもしばしば統合失調症患者より高い比率で当てはまるのは当然ということになる。
しかし問題なのは両者の治療方法が異なることである。
現在の統合失調症向けに開発された抗精神病薬は、DIDの治療自体には役にはたたない。
より正確にいえば、周辺症状（緊張症状）を抑えるために一時的に少量使用する範囲なら非常に有効とされるが、しかしそれを統合失調症と思いこみ、抗精神病薬の投与が常態化すると、かえって増悪ないしは遷延しかねない。そしてなかなか効かないからと薬を強くされたら、残るのは副作用だけである。

### 境界性パーソナリティ障害
DIDは自分が分かれる（解離）のに対して、境界性パーソナリティ障害（以下BPD）の特徴は相手を分ける（スプリッティング）ことである。
DIDとBPDは両者とも分裂した自己像を持つが、それらが外部に投影されるか否によって、構造の差異が明確となる。
解離性同一性障害の場合、虐待者により虐待の秘密を口外することを禁じられるなどした場合、投影や外在化の機制が強く抑制され、葛藤を内部で処理するため病的な解離へと発展する。
それに対して、BPDのスプリッティングは分裂した自己が外部に投影されるため、周囲を非難し攻撃するが、解離のように自己間に完全な意識の断絶は生じていない。
BPDの印象を記述すれば「人が変わったように」「行動が極端から極端に激しく揺れる」となる。
周囲の人間を「良い人」「悪いやつ」の両極端に分ける。
「良い人」あつかいだったものが突然「悪いやつ」に変わる。
攻撃性を他者へ向けるなどである。
しかしこのBPDと解離性障害の鑑別も難しいとされる。
というのはBPDと解離性障害は非常に近い関係にあると認識されており、DSM-IV-TRではBPDの定義の9番目に「一過性のストレス関連性の被害念慮または重篤な解離性症状」が含まれている。
それだけではなく、DSM-IV-TRのBPD診断基準は幅広であり、多くの解離性障害患者はBPDの基準も満たしてしまう。
そしてDIDを含む解離性障害の診断がなされても、BPDも併記されてしまうことになる。
さらにBPDを狭く定義しても、実際にDIDと併発している場合もある。
しかし併記ならDIDの治療も受けられるが、DIDの患者は人格の交代を隠しており、つじつまの合わない言動に対して言い訳を用意している。
そしてその人格の交代が小心で臆病な人格から攻撃的で自己主張の強い人格に変わった場合には、人格交代に気がつかない限り、その極端な変貌はBPDに見えてしまいDIDには気づかれずに誤診されることが多い。
BPDへの医師の接し方は淡々と接して「良い人」「悪いやつ」に巻き込まれないこととされる。
しかしDIDの場合は相手の反応にとても敏感でありその心を読むことに長けている。
長けすぎていて医師のため息ひとつで見捨てられたと絶望し、心を閉じてしまうことすらある。
DIDであることに気づかず、BPDとして扱うと治療はおぼつかない。

### うつ病
うつ症状は多くの精神疾患に現れるが、DIDの場合も気分変調症または大うつ病を合併していることがある。
1986年のパトナムらが発表した報告によれば、DID患者の初診時の症状でもっとも多いのがこれであり、約90%にものぼる。
DIDと判定される前に診断されていた病名でも一番多く約70%にもなる。
周辺症状なのだが本人にとっての精神的負担が大きいときにはそれを抑えるために抗うつ剤を処方することがある。
また、近年増えてきたといわれる非定形うつ病には解離傾向を示すものが少なくない。

### PTSD
PTSD（Post-traumatic stress disorder）の日本語訳は心的外傷後ストレス障害である。
精神的不安定による不安、不眠などの過覚醒症状や、時としてショック状態に陥り、フラッシュバックを起こす場合がある。
併発という点ではあまり顕著ではないが、心的外傷という共通性と、DSM-IV-TRのPTSD定義にある一部の症状の共通性、例えば「解離性フラッシュバックのエピソード」などからもDIDとは近い関係にある。

### 複雑性PTSD (C-PTSD)
PTSDというと戦争とか災害などの一過性の心的外傷が原因として有名であるが、ジュディス・ハーマン(Herman,J.L.)などのようにこれを「単純型PTSD」とし、性的暴力や家庭内暴力などの、心的外傷が繰り返し長期間にわたるものを複雑性PTSD(Complex PTSD (C-PTSD))とするなど、PTSDの枠を拡げる見解も発表されている。
しかしC-PTSDの定義は提唱者によって変わり、一定しない。
ヴァン・デア・コーク (Kolk,V.D.) らは1996年の『トラウマティックス・ストレス』において類似の概念 DESNOS（Disorder of Extreme Stress not otherwise specified）を提唱した。
C-PTSDを論じた最新のものにはバン・デア・ハート (Hart,V.D.) らの構造的解離理論があるが、そこでは、第1次構造的解離 は単純型PTSDや解離性障害の単純型（離人症、解離性健忘など）。
第2次構造的解離は複雑型PTSD、特定不能の解離性障害、境界性パーソナリティ障害。
第3次構造的解離をDIDとしている（詳細は「解離性障害／構造的解離理論」参照）。

## 診断基準

### DSM-IV-TRにおける診断基準
DSM-IVの編纂委員長アレン・フランセスは、解離性同一性障害の診断名自体を全面的に避けるよう推奨しており、暗示にかかりやすい人から複数の人格を引き出す医原性の障害と考えており、流行しては終止符が打たれることが繰り返されてきたからである。
親分類である解離性障害には解離性同一性障害(DID)の他に解離性健忘、解離性遁走、離人症性障害、特定不能の解離性障害がある。
その内、離人症性障害、解離性健忘、解離性遁走はDIDの症状としても含まれる。
一方DIDとほとんど同じようであっても、以下の基準を厳密に満たさないものは、次項の特定不能の解離性障害に分類される。
ただし、どこで線を引くかは治療者によって異なる。
アメリカ精神医学会 (American Psychiatric Association) の精神疾患の分類と診断の手引 (DSM-IV-TR) でのDIDの診断基準は以下の通りである。
旧基準DSM-III-Rでは上記のABのみであり、かつ「人格または人格状態」とされていたが、DSM-IV-TRでは「人格」を「同一性」に変更しているところがもっとも大きな特徴である。
他に十分説明のできる生理学的原因がある場合はこの疾患には含まれない。
またイマジナリーフレンド（後述）は正常な範囲であり異状ではない。
なおDSM次期改訂版(DSM-5)のために上記の診断基準のの変更が検討されている。

#### 「人格」か「同一性」か
DSMの定義は2回変更されている。
1980年のDSM-IIIでは「患者の内部に2つ以上の異なる人格が存在」とあった部分が、1987年のDSM-III-Rでは「患者の内部に2つ以上の異なる人格または人格状態が存在」となり、1994年のDSM-IVでは「2つまたはそれ以上の、はっきりと他と区別される同一性または人格状態の存在」となっている。
この名称変更は、「解離」の役割を強調し、かつ、人格 (personality) 障害との混乱を避けるため」というのが理由のひとつであるが、もうひとつ「いくつもの人格が実態として存在するのではなく、個人の主観的体験の一部だということをはっきりさせる」ことも目的とされている。
後者について、DIDの代表的な専門家であるコリン・A・ロス (Ross,C.A.) はこう説明している。
「多重人格者は複数の人格を持つわけではない。別の人格達は実際は一つの人格の断片である。別の人格は異常な形で擬人化され、お互いに分離して、相互に記憶喪失の状態に陥る。我々はこうした人格の断片を昔から「人格」と呼んでいる。多重人格症の存在を疑う人達がいる。彼らの疑問は、多重人格者は複数の人格を持つという誤解を前提にしている。実際の問題として、一人の人間が複数の人格を持つことはあり得ないのである。」
「identity（同一性）」は「personality（人格）」についての哲学的、あるいはアメリカ法的議論を回避するために選ばれた言葉であり、正確な病名としては「解離性同一性障害」と呼ぶが、その説明の中では「人格」という言葉をあいまいに普通に使っている。
日本語で「同一性」というとピンとこないが、疾患の範囲が変わったわけではない。
「人格状態」（personality statesの直訳）も含めて、日本語の「人格」「別人」をイメージしておけばよい。
ただしロス (Ross,C.A.) もいうようにそこでの「人格」も「別人」もあくまでその人の一部である。

### 特定不能の解離性障害
解離性障害ではあるが、解離性健忘、解離性遁走、離人症性障害、DIDなどの基準を満たさない症例のための分類である。その中にDIDとほとんど変わらないものも含まれる。

#### DIDに類似するもの
DIDに酷似しているがその診断基準を満たさないものも特定不能の解離性障害となる。
治療はDIDと同じであり、どこまでを特定不能の解離性障害とし、どこからをDIDとみなすかは治療者により異なる。
柴山雅俊は2012年の著書で、解離性障害のうちDIDは約30%、離人症性障害が約10%、解離性健忘・遁走は5%、残りの55%が特定不能の解離性障害に分類されるとする。
DSM-IV-TRでの特定不能の解離性障害の定義の1番目にはこうある。

#### DIDとは別のもの
特定不能の解離性障害の 4番目は解離性トランス障害、6番目はガンザー症候群である。
（詳細は解離性障害の特定不能の解離性障害を参照）

### ICD-10における臨床記述
世界保健機関 (WHO) によって 1992年に公表された「疾病及び関連保健問題の国際統計分類（International Statistical Classification of Diseases and Related Health Problems第10版、略称ICD-10）」の定義では、「解離性障害」に相当するのが「F44 解離性（転換性）障害」であり、その下に「F44.0 解離性健忘」や「F44.7 混合性解離性（転換性）障害」など9つに分かれる。
DIDに該当するものはその8番目「F44.8 他の解離性（転換性）障害」のさらに下の「F44.81 多重人格障害(Multiple Personality Disorder)」である。
つまりDSM-IV-TRよりも1段下がった、ガンザー症候群と同レベルの位置づけである。
そしてその記述の冒頭には「この障害はまれであり、どの程度医原性であるか、あるいは文化特異的であるかについては議論が分かれる」とある。
医原性とは治療者の催眠術や暗示によって作り出されたものではないかということである（後述）。
これはICD-10がリリースされた1992年以前にはその事例が北米に集中し、他国ではあまり報告がなく、多くの国の精神科医が懐疑的であったことをあらわしている。
記述自体はDSMはIII-Rに近く以下の通りである。

### スクリーニングテスト
臨床の現場で常時用いられているわけではないが、複数のスクリーニングテストがある。
DES、DDISやSCID-Dなどの構造化面接、診断面接の順に要する時間が長くなり信頼性も増す。
もちろんスクリーニングテストで診断が行われるわけではない。
診断はあくまで医師の診断であり、他の疾患に分類されることもある。
DDISやSCID-Dなどの構造化面接は、精神科入院患者、外来患者などへの解離性障害有症率調査で主に使用されるツールである。
DESについては解離の「正常な範囲から障害の段階まで」の章を、
DES-Taxon・DDIS・SCID-Dについては解離性障害の「スクリーニングテスト」の章を参照。

## 歴史

### 前史：夢遊・二重意識・ヒステリー
18世紀から19世紀にかけてのヨーロッパで今日の解離やDIDに相当するものは「夢遊」とも「二重意識」「人格の二重化」ともいわれた。
「夢遊」というと「眠ったまま歩く」のイメージがあるが、ドゥニ・ディドロ (Diderot,D.) の『百科全書』（1765年 - 1766年）の「夢遊」の項には「深い眠りに落ちるが、…話し、書きなど様々な行動をとり、ときには普段より知的で的確な様子を示す」とある。
また、ハーバート・メイヨー (Mayo,H.) の1834年版の生理学の教科書にある症例は「二重意識」のプロトタイプでもある。
「二重意識」は19世紀の大半における診断名のひとつになった。
ブロイアー (Breuer,J.) はフロイトとの共著『ヒステリーの研究』の中で、アンナ・O の症状を「二つの意識状態の交代」と呼び、
「彼女は一方の状態（第一状態）において我々他の者たちと同じく1881年から1882年にかけての冬を生き、しかし第二状態においては1880年から1881年にかけての冬を生きていたのであり、そして第二状態ではその冬以降に起きたことの全てのことが忘れられていた」と述べている。
19世紀後半にはフランスの精神科医がヒステリー症状の研究の中でとらえられていた。
特にパリのサルベトリエール病院のシャルコー (Charcot) が有名で、ジャネ (Janet,P) やフロイトもその影響を受けている。
「解離」という概念の命名はそのジャネである。
ジャネは1889年の著書『心理自動症』の中で「意識の解離」を論じ、「ある種の心理現象が特殊な一群をなして忘れさられるかのような状態」を「解離による下意識」と呼び、その結果生じる諸症状がヒステリーであるとした。
そして現在のDIDと全く同じ意味で「継続的複数存在」を論じ、その心理規制を「心理的解離」と呼んだ。
同じフランスの心理学者で知能検査の創案者として知られるアルフレッド・ビネー (Binet.A) も、1896年の『人格の変容』の中で「互いに相手を知らない二つの意識状態の精神の中における共存」と、現在の DIDに通じる概念を論じている。

### フロイト精神分析の影響
ヒステリーの研究ではフロイトも有名であり、1896年のウイーン精神医学神経学会での「ヒステリーの病因論のために」という講演で「いかなる症例、いかなる症状から出発しようが、最終的には不可避的に性的体験の領域に到達する」と論じている。
つまり「早すぎる性的体験」を無意識の中に抑圧し、それによって自分の精神状態を守ろうとする。
しかし、抑圧されたものはそのままじっとしてはいないで、身体症状に転換されて表れるのがヒステリー症状であるとした。
これを「誘惑理論」と呼ぶが中身は外傷理論に一見似ている。
この段階では、ジャネやピネー (Pinney.A) と近くも見える。
しかし翌年にはフロイト自身がその「誘惑理論」を放棄して、「欲動理論」を中心に据える。
この「欲動理論」においては患者の幼児期の性的体験は患者の幻想であって現実ではないということになる。
そしてフロイトは、ライバルであるジャネの精神的外傷による「解離」論を事実上認めなかった。
20世紀に入ってからの多重人格の事例は、1905年にアメリカのモールトン・プリンス (Prince,M.) が発表したミス・ピーチャムの詳細な症例『人格の解離 (The dissociation of a personality)』 がある。
しかしその後のフロイト精神分析のアメリカへの浸透の中で「虚言症的な患者に騙された虚像、あるいは催眠によって作り出された医原性疾患」との批判を受ける。
こうしてフロイト精神分析の興隆とともに、「解離」という概念は少なくとも北米の精神医学の世界から忘れ去られた。
ジャネ とビネー (Binet.A) が再発見され、「解離」という概念が再び表に現れたのは、1970年のエレンベルガー (Ellenberger, H.F.) 『無意識の発見-力動精神医学発達史』においてである。

### 精神分裂病概念の影響
多重人格の診断名が消えたもうひとつの原因は、1911年にオイゲン・ブロイラー (Bleuler,E.) が精神分裂病概念（現在の統合失調症）を発表したことである。
1920年代後半にはその診断名が浸透しはじめた。
アメリカのローゼンハム (Rosenham,D.) によると、1914年から1926年までは診断名に統合失調症より多重人格の方が多かったが、それ以降は逆転する。
そして1930年代からは多重人格という診断名は精神医学の世界から事実上消え去っていた。
それ以降DID患者に診断されたのがこの統合失調症である。
実存主義哲学者としても有名なドイツの精神科医カール・ヤスパース (Jaspers,K.T.) は「了解不能」な症状は統合失調症と診断する決め手であるとした。
幻聴や幻覚はまさにそれにあたる。
実際ローゼンハムは1973年に、実験 としてローゼンハム自身と8人の仲間がアメリカ各地の12の精神科病院に患者を装って訪れた。
彼らは診察で「ドサッという幻聴が一時的に聞こえた」と訴えたところ、11の病院で統合失調症と診断され入院となったという（残りひとつの病院では躁うつ病の診断だった）。
幻聴は統合失調症と解離性障害、従ってDIDにも共通する症状である。

### 多重人格概念の復活
1955年にセグペン (Thigpen, C.H.) とクレックレー (Cleckley,H.M.) らが、『イブの三つの顔』という有名な症例の最初の報告を行う。
その症例は1957年に出版（邦題：『私という他人―多重人格の病理』）されベストセラーとなり、映画も大ヒットでアカデミー賞までとった。
精神医学界への影響はあまり無かったが、北米の一般の人に「多重人格」の認識が広まる。
多重人格概念復活の直接の契機は、1973年に精神医学ジャーナリスト、フローラ・シュライバー (Schreiber,F.R.) が、精神分析医コーネリア・ウィルバーン (Wilburn,C.B.) の患者の治療記録『シビル』（邦題『失われた私』）を著したことである。
この本の出版前にはDIDの症例はわずかに75件であったが、『シビル』以降25年で4万件にものぼるとされる。
この本も刊行後数か月にわたってベスト・セラーのトップ10に名を連ね、1976年にはテレビ映画化されてエミー賞を受賞した。
そこはセグペン (Thigpen, C.H.) の『イブの3つの顔』の反響と同様であるが、違うところは精神医学の世界にも大きな影響を及ぼしたことである。
DIDと児童虐待が結びつけられてイメージされるようになったのも同書が始まりであり、16もの人格が認められた。
『シビル』を契機とする多重人格概念復活の裏には以下のような社会的背景があった。
- 1962年に発表されたケンペ (Kempe,C.H.) らの「被虐待児症候群」（The battered-child syndrome）という論文を契機に、1963年から1967年までの間にアメリカ全州に虐待通報制度が制定されたこと。1974年には児童虐待防止法が制定され、通報の範囲が拡大し、さらに実態が明らかになった[138][139]。
- ベトナム戦争帰還兵の心的外傷が大きな社会問題となりPTSDに代表される外傷性精神障害の研究が進んだこと。
- フェミニズム運動の高まりの中で、児童虐待や、近親姦、レイプなどでもベトナム戦争帰還兵に似た外傷性精神障害が見られることが徐々に明らかになったことである。

そして、ベトナム戦争という因果関係の明らかな、大量の外傷性精神障害の発生を直接の契機とした心的外傷、PTSDの研究とともに、主に児童虐待の観点から多重人格の症例にも光があたり、現在に繋がる「解離」「多重人格」の再発見が始まる。

### 診断基準への登場
そのような背景のもと米国精神医学会の診断基準(DSM)などにも正式に取り上げられていった。
- 1980年のDSM-IIIにおいて、多重人格 (Multiple Personality) が障害の一症状ではなく、単独の障害に格上げされた。これによって症例数は飛躍的に倍増する[102]。1981年には「Minds of Billy Milligan」（邦訳『24人のビリー・ミリガン』）が出版される[注 74]。日本国内において「多重人格」が一般に知られるようになったのは、この『24人のビリー・ミリガン』の邦訳出版と、後の宮﨑勤事件である。判決では否定されているのだが、マスコミ主導でDIDとしての宮﨑被告が盛んに議論された[140][注 75]。
- 1987年のDSM-III-R において多重人格の診断基準が手直しされる。
1989年にはフランク・W.・パトナムが『多重人格性障害』を著し、しばらくはそれが多重人格研究の教科書のようになった。
- 1992年、ICD-10においても「F44.8 その他の解離性（転換性）障害」の中に「多重人格障害」が取り上げられた。
- 1994年、DSM-IVにおいて、「多重人格障害」から「解離性同一性障害」に名称が変更される。
- 2000年のDSM-IV-TR（テキスト改訂版）においても再録された。

## 統計報告の日米比較

### 日本での報告
国内での最初の症例報告は大正時代であり、中村古峡の『変態心理の研究』（大同館書店、1919年）に「二重人格の少年」「再び二重人格の少年に就いて」の2例の報告がある。中村は別の女性患者について「二重人格の女」を『変態心理』（日本精神医学会）1919年1月号より1926年9月号まで15回連載し、『ヒステリーの療法』（精神衛生講話第二冊、主婦之友社、1932年）「附録　二重人格の女」を経て、単行書『二重人格の女』（大東出版社、1937年）に結実した。続いて京都大学の中村敬三が、1947年10月の第34回近畿精神神経学会で17歳の女子学生の症例を報告している。
ただし現在に続くDIDの治療・研究は1990年初頭からである。
従って国内での報告のほとんどは2000年以降に発表されたもので、公表されているものは以下の通りである。
神戸大の安らの報告が唯一1990年代であるが、調査人数はそれ以降のものに比べて少ない。
岡野は一般的見解として、情緒的虐待は軽いものまでふくめれば大多数。
身体的虐待は推定では半数ぐらい。
性的虐待については説によって大きく異なり不明としている。
北米での報告では患者のほとんどが幼児期に身体的虐待、性的虐待を受けているとする。
日本においても、身体的虐待、性的虐待を受けた人は確実に存在する。
DIDとして現れるのはその一部に過ぎない。
しかし日本のDIDの患者にはそれ以外の深刻なストレスを訴える患者もかなり多いのが北米統計との大きな違いとなっている。上記表で、舛田亮太らの報告、一丸藤太郎の報告にある「特に報告無し」とは心的外傷の顕著ではない「一時的ストレス型」「持続的ストレス型」の合計である。また岡野憲一郎の報告では「上記統計とはほかに…関係性のストレスを経験した例が28.5%、原因不明の例が多数」とある。
なお、柴山雅俊2007年報告の調査対象はDIDを含む解離性障害であるが、国立精神・神経センター病院 からの白川美也子報告に見られるように、DIDだけと、それを含む解離性障害全体での虐待比率には有意差はない。なお、白川美也子報告についてより詳細には「解離性障害」の「ストレス要因」を参照されたい。
解離性障害全体の中でDIDの比率は、日本でも北米でも10% - 20%とされており、特定不能な解離性障害 (DDNOS) が50% - 60%、残りが解離性健忘障害その他とされており、大きな違いはない。。

### 北米の統計とその背景

#### 1986年 - 1990年の北米統計
一時期の北米での報告には患者のほとんどが幼児期に何らかの虐待、特に性的虐待を受けているとするものが多い。
こうした統計で有名なものはパトナムやロス(Ross,C.A.)らの報告がある。
ただしこれらの統計は北米に限れば1986年から1990年までで、その後はこうした統計は少なくとも日本には聞こえてこない。
これら北米統計での児童虐待、特に性的虐待の多さに、日本の治療者には疑問をもつ者も多い。
何故そうなるのかについては様々な意見がある。
例えば北米では日本以上に児童虐待が多いからという見方。
そして北米での児童虐待、特に性的虐待に対する関心の高さである（「多重人格概念の復活」の3点の「社会的背景」参照）。
一方で、催眠により回復された記憶は信頼性に問題があり、睡眠療法を行う者の先入観がこれほどの性的虐待症例を生み出したのではないかという意見もある。
この意見は日本よりも実はアメリカで強かった。
日本の精神科医らが北米統計の取り扱いに慎重なのは次のような一連の騒動の影響もある。
日本の感覚では医師が悪魔的儀式虐待などというそんな非科学的な騒動に巻き込まれるはずがないと思うが、当時第一線のDID治療者であったアリソンは『「私」が私でない人たち』の「日本語版あとがき」で、1980年以降15年間のDIDをめぐる精神医学界内部での三大論争に、多重人格障害から解離性同一性障害 (DID)への名称変更とともに、以下の「悪魔的儀式虐待論争」「偽りの記憶論争」をあげている。

#### 娘達の回復された記憶
催眠により回復された記憶の信頼性が取りざたされる背景には、1980年以降の悪魔的儀式虐待の「生存者」物語から始まる一連の騒動がある。
発端のひとつは1980年の『ミシェルは覚えている』という本である。
ミシェルは催眠により、自分が悪魔崇拝者集団による黒魔術儀式で性的虐待（Satanic-Ritual Abuse）を受けていたことを思い出した。
そうして始まったモラル・パニックが「保育園などでの性的虐待の可能性に対する社会的恐怖」現象である。
同種の告発は相当数に登ったが客観的な証拠は何もなかった。
この悪魔的儀式虐待の妄想による告訴で有名なものに映画「誘導尋問」のモチーフともなったマクマーティン保育園裁判（1984から1990年）がある。
1988年の『生きる勇気と癒す力』は近親姦を思い出す運動のバイブルともされるが、その出版以降、女性が思い出した記憶をもとに親を訴える事態が多発する。
こちらも悪魔的儀式虐待の妄想がらみで事実無根のものも多く含まれていた。
有名なものは1988年のポール・イングラム冤罪事件である。
悪魔的儀式ではないが、1990年の「20年前の殺人事件の目撃者」アイリーンの事件も有名である。
この当時、一部のセラピストは広告に「近親姦と幼児虐待、それを思い出すことこそ癒しへの第一歩」と掲げ、さらにその訴訟を成功報酬で請け負う弁護士も多くいたという。
ただしこうした騒動はそうした怪しげなセラピスト、カウンセラー達だけによって引き起こされたわけではない。
実際1987年の国際多重人格および解離研究学会 (ISSMP&D) の大会では悪魔的儀式虐待(SRA)に関して11本もの論文が発表されている。
1991年のアメリカ心理学協会会員に対するアンケート調査では、悪魔的儀式虐待(SRA)を受けたと主張する患者（DIDに限らない）を経験したものが回答者の30%にも登り、その二次アンケートでは、回答者の93%が患者の主張は真実だと信じていたという。
前述の北米統計はその真っ最中のものであり、アンケート調査の中にそうしたノイズがどれぐらい含まれているのかは不明である。
パトナムは様々な議論や批判を意識し、国立精神衛生研究所という公的な立場で極力公正な調査を心がけているが前述の統計報告の中でこう述べている。
「調査対象となった治療者は無作為に選ばれたわけではない。彼らは以前から多重人格に興味をもっていた治療者である。こうした治療者たちが外来患者にもたらした影響は明確には測定できない。」
北米でのDIDの事例を元に、コリン・ロス(Ross,C.A.)は1989年に四経路論を発表したが、
ロス自身の経験によると、感覚的に半分が児童虐待経路、残りはネグレクト経路、虚偽性経路、医原性経路が1/3ずつという。
医原性経路とはロス(Ross,C.A.)によれば「カリスマ的な治療者によって破壊的カルト宗教の洗脳と同様の過程がなされた場合に生じる」という。
一部の治療者は「洗脳と同様の」「治療」をしていたということになる。

#### 親達の反撃・偽りの記憶論争
そうした風潮の中で懐疑的な意見も出てくる。
潮目が変わりだしたのが1992年であり、決定的となったのが1997年である。

1992年に、FBIが悪魔的儀式虐待の存在についてそんな事実はないと 結論 を下した。

学術誌『解離』の発行元でもあるジョージア州リッジビュー研究所解離障害センターの責任者ギャナウエイ (Ganaway,G.K.) はそれ以前から警鐘を鳴らしていたが、
同年の論文で、一般的には「患者とセラピストの間の相互欺瞞だとするのが妥当」、悪魔的儀式虐待における「共通分母はセラピスト自身に他ならない」とした。

娘に訴えられた親のなかには身に覚えのない者も多数含まれていた。その親たちはこの暗示や催眠による児童の性的虐待に関しての記憶を虚偽記憶症候群(False Memory Syndrome)と呼び、同年に偽記憶症候群財団 （FMSF:False Memory Syndrome Foundation）も結成される。
そして性的虐待の記憶は催眠により引き起こされた医療事故だとした逆訴訟が親の側から始まった。
性的虐待の原因は家父長制にあるとして娘達の告発を後押しするラディカル・フェミニズム（精神科医ではジュディス・ハーマンがその急先鋒）対FMSF（心理学者としてはエリザベス・ロフタス (Loftus,E.F.) ）の論争は、訴訟を間においた感情的、政治的対立の様相まで呈している。
1996年には元回復記憶療法家もその効果に疑問を抱き始め、教会カウンセラーで博士号をもつポール・シンプソン (Simpson,P.) がその著書「Second Thoughts」で、自ら実施していた回復記憶療法の結果は破壊的であり、それによって症状が回復したクライアントは一人もおらず、逆に「抑圧された記憶を回復」したとたんに例外なく劇的に悪化したと発表し、教会カウンセラー達に速やかに中止すべきと呼びかけた。
またワシントン州の「犯罪被害者保証プログラム」の職員の 標本調査 でもそのことが確認され、ワシントン州の同プログラムは回復記憶療法にたいしては今後は補償金の対象としないと表明。
労働産業省に対しても同様の勧告を出す。
1997年の11月には、患者であったバルガス (Burgus) 夫人とその家族に訴えられていたブラウン (Braun,B.G.) とラッシュ・プレズビテリアン・聖ルカ病院の和解金額は1060万ドル（当時の日本円で12億円）という途方もない金額になりメディアの注目を集めた。
同じ1997年にパトナムは強い口調で警告している。
「記憶の再構成作業は…最大級の注意が必要である。…しばしば、内容は現実のものと、想像のものと、恐怖の所産との精神力動的な複雑な混合物である。そしてどれがどうであるかを見分けるちゃんとした法則は存在しない。こういう事件ではないか、こういう体験はしなかったかと暗示するのは絶対に避けるべきである。(パトナム1997,p.373)」
ジュディス・ハーマン (Herman,J.L.) は『父-娘 近親姦』（原著出版、1981年）の邦訳に際し「あれからの20年」という補遺を付け加えている。
その中でハーマンは、偽記憶症候群財団 (FMSF) やロフタス (Loftus,E.F.) を激しく攻撃しているが、以下の点は認めている。
「（同書の出版）当時の主な課題は、近親姦の話題を避けるという臨床家の誤りを正すことであり、その反対の間違いについて警告する必要はほとんどなかった。だが近親姦についての認識が増えてきた昨今では、あたかもトラウマの記憶を浮上させさえすれば病気が治るかのごとく、児童期虐待の可能性を積極的に追い求めすぎるきらいのある臨床家も出てきたように思われる。近親姦の問題はあまりにも強烈な感情を引き起こすため、臨床家といえども共感的で受容的な好奇心という専門家としての基本姿勢から、どちらかの方向へ逸脱してしまうのかもしれない。」

### 記憶の複雑さ
DIDと診断された者の虐待比率については確実な統計はない。
北米でも日本でも、性的虐待とカウントされるもののほとんどは自己申告である。
DIDの患者が初期に「虐待」を訴えたとしても、本当にそうかもしれないし、そうでないかもしれない。
8歳の女の子が、保護された施設や里親の家のベッドでフラッシュバックを起こし、身悶えしながら「私から下りて！」と金切り声を上げ、普段から色欲過剰でオナニーを抑制できず、赤く腫れ、ついには出血するまでやる
となったら、誰しもこれは性的虐待があったと推測する。
その一方で、宇宙人による誘拐記憶をもつ患者の臨床例も有名である。
1992年8月のアメリカ心理学協会の大会でテネシー大学のマイケル・ナッシュは、宇宙人によって誘拐されたという記憶をもつ患者の臨床例を報告し、「臨床面での有効性という点では、事件が本当に起こったのか否かとことは大して重要ではない。
…結局のところ、臨床家としての我々には、過去をめぐって堅く信じこまれた幻想と、過去のれっきとした記憶を区別する術はないのだ。
」と述べている。
「解離の資質」で触れた空想傾向の強い人は、「空想したことの記憶と実際に体験したことの記憶を混同する傾向」があるという。
DIDの患者は暗示や催眠に掛かりやすいかどうかは諸説あるが、少なくとも相手の気持ちに敏感であり、相手の意にそうように振る舞おうという傾向がほとんど条件反射的に染みついているということはある。
従って治療者が意識的に誘導尋問する場合はもちろん、そのつもりはなくとも治療者がそうではないかと思い、質問をある点に集中するだけでも誤った記憶を想起してしまうことがありうる。
ただしこれはDIDの患者だけにいえることではなく、普通の人間にも「偽りの記憶」を植え付けることは非常に簡単であり、またあてにはできないことが、エリザベス・ロフタス (Loftus,E.F.) 以降も多くの心理学者によって実験され、実験以外でも世界中の冤罪事件、冤罪でない事件で証明されている。
回復記憶であるかどうかに関わらず、どんな記憶もアルバムから写真を取り出すようなものではなく、思い出そうとするそのときに構成されるので、人が思うほど正確なものではないとされている。

## 理解を助ける作品
ここではDIDに関わる精神科医らが肯定的に取り上げているドキュメンタリーや作品をあげる。専門書も含めてこれらを患者本人や家族など周囲の者が読んで理解を深めることは、有益な側面もあると考える治療者もいる。
一方で、治療者の中には患者本人がこういう作品を読むことはあまり良い結果をもたらさないという意見もある。DID患者は没入傾向が強く、影響をうけて解離症状が顕在化、ないしは増悪する場合があるからという理由である。
なお、『ジキル博士とハイド氏』は二重人格の代名詞にまでなっているが、そのモデルは昼間は実業家で夜間に盗賊として盗みを働き、スコットランド税務局の襲撃計画が露見して1788年に処刑された人間であり別物である。映画『サイコ』や、ゲームや漫画にも「多重人格」が登場するが、それは実際のDIDとは全くの別物である。
- 『イブの三つの顔』 監督：ナナリー・ジョンソン （20世紀フォックス、1957年）『私という他人―多重人格の病理』を原案とする映画。[注 103]
- クリス・コスナー・サイズモア 『私はイヴ―ある多重人格者の自伝』 (上記の映画『イブの三つの顔』のモデルとなった女性の著書）
- シュライバーの『シビル』を原作とするテレビ映画：『Sybil』（サリー・フィールド主演：1976年）、1977年にエミー賞受賞。
- ダニエル・キイス 『24人のビリー・ミリガン―ある多重人格者』 (早川書房 1992年、文庫1999年)
- ダニエル・キイス 『ビリー・ミリガンと23の棺（上下）』（早川書房 文庫：1999年）
- ジェームス三木『存在の深き眠り』 (NHKライブラリー 1997年）[注 104]
- ロバート・オクスナム 『多重人格者の日記-克服の記録』

## 注記
1. ↑  この疾患名はアメリカ精神医学会・精神疾患の分類と診断の手引によるものである。かつては「多重人格障害」(MPD)と称したが、1994年、DSM-IVの出版と共に「解離性同一性障害」(DID)に改称した。その後の版、DSM-IV-TRにおいてもDIDである。本稿では年代にかかわらずDIDに統一する。
2. ↑  
岡野憲一郎は、解離による防衛は一時的なものであり、葛藤を棚上げするために、その後の精神病理についてはむしろ悪影響を及ぼす、あるいは防衛にもリスクファクターにもなっていない、という近年の様々な見解を紹介したあとで、「解離はなかば失敗した不十分な防衛という考え方が一番妥当」としている（岡野憲一郎2011 pp.62 - 64 ）。精神療法35-2 pp.144 - 148 でも岡野はその問題を論じている。
3. ↑  
パトナムは空想と解離は、慢性的な外傷的状況、あるいはストレス状況におかれた子供にとっては唯一の実行可能な逃避行であると述べている。（パトナム1997 p.348）
4. ↑  
1993年に、翌年刊行されるDSM-IVで「解離性障害」担当委員会の議長スピーゲルが、「多重人格障害(MPD)」から「解離性同一性障害(DID)」への名称変更について述べた言葉。
岡野憲一郎も1995年の『外傷性精神障害』（p.163 ）、2009年の『新外傷性精神障害』（p.137 ）でもこのフレーズを用いて、両者つまり「人格を多く持ちすぎること」と「（健全な ）人格を一つも持てないこと」との理解の違いは臨床上重要だと述べている。
5. ↑  
[注1]で岡野憲一郎の「解離はなかば失敗した不十分な防衛という考え方が一番妥当」という意見を紹介したが、そこでも「なかば」である点に注意。
DID患者は「統合」に対して、「なかば」成功している部分を手放すことに抵抗するし、「統合」が果たされたあとも、それまでは経験したことのない「全てのことを自分で引き受けなければならない」ということに苦闘する。
6. 1 2  
ジェフリー・スミスは、この交代人格を隔てるこの壁こそがDIDの本質なのだとしている。（ジェフリー・スミス2005 pp.311 - 312）
7. ↑  
戦争映画の潜水艦や軍艦の扉をイメージすると良く判る。
船底などに魚雷で穴があいでも、その区画にたとえ人が残っていても閉じてしまい、艦の沈没を防ぐ。
8. ↑  
もちろん神経科学的には、どのような心の動きも脳の生理学的な反応であるし、クラフトの四因子論の第一因子（「解離の資質」として後述）のような資質、あるいは大脳辺縁系の中の海馬とか扁桃体などでの生得的状態が影響することはあるかもしれない。
しかしそれはあったとしても脆弱性としてであり、決定的なものではなく、生誕後の体験の方が大きいと考えられている。
9. ↑  
パトナムも「わずかなりともエキスパート性を持ち合わせるようになった人なら、自分がどれほどものを知らないかを痛いほど意識するものだ、…生の現実においては、単純主義的な治療モデルが大して役にたつことはない。
」と書いている（パトナム1997p.340 ）。
10. ↑  
『こころのりんしょう』 2009 Q&A集Q5 「解離性障害はどのような原因で起こると考えられていますか？」 (p.215) では(3)と(4)を合わせて虐待とまとめているが、ここでは説明の都合上2つを分ける。
11. ↑  
「地域社会の暴力」とは強盗、銃撃、あるいは刃傷の目撃であり、アメリカの公立小学校の調査では上級生（日本の中学生相当）の40%が調査の前年にそれを目撃している。
「家庭内暴力」は主に父母の間の暴力であるが、アメリカでは家庭内における殴打、刃傷、銃撃は日常茶飯事であるという(パトナム1997 pp.29 - 32)。
日本においても殺傷を目撃した児童はいるだろうが、日常茶飯事ではない。
「戦争と内乱」はベトナム、カンボジアなどの戦災孤児を里親として引き受けていることによる。
「事故と損傷」には持続的な疼痛や生活障害に至る外科的外傷でもDIDを引き起こす場合があるという。
12. ↑  
柴山雅俊『解離性障害』 冒頭の「症例エミ」も虐待もネグレクトもない家庭環境である。
13. ↑  
「精神的・心理的暴力（いじめ ）」の部分は原著ではpsychological or mental harassment （原著p.38 ）。
14. ↑  
柴山雅俊『解離性障害』 2010 にある「症例K 初診時33歳女性」(pp.73 - 79)によくあらわれている。
15. ↑  
自傷傾向や自殺企画はDIDだけでなく、うつ病、PTSD、境界性パーソナリティ障害など広範に見られるが、それと外傷体験との関係は1991年にバン・デア・コーク (van der Kolk,B.A.) らも報告している。そこでは、種々の自傷行為をした患者の70% - 90%に幼児期の様々な外傷体験があったという（岡野憲一郎1995  p.39）。
16. ↑  
両親の不仲が自傷群では約 8割にも登るに対し非自傷群ではその半分である。
また学校での持続的ないじめの経験は同じく約 7割対約 4割である。
両方経験している者が自傷群の半数以上ということになる。
両親の離婚、両親からの虐待はともに自傷群で約 4割、非自傷群ではやはり半分である。
性的外傷体験は約3.5割対約 2割で差は縮まり、家庭内での性的外傷体験は無かったとする。
親のアルコール中毒、母子分離、交通事故、暴力などは両群であまり差は無かったという。

そして「私の体験では、解離の中でも解離性同一性障害(DID)における性的外傷体験の割合が特別高いわけではなく、日本では北米に比較して、性的外傷体験は少ないことは確かだろう」としている。

なお、解離性障害とDIDのそれぞれが受けた虐待等の統計的報告は後で「日本での報告」にあげる国立精神・神経センター病院での白川美也子の2009年の報告が知られるが、そこでも解離性障害全体112人と、DID 23人のデータを比較するとほとんど有意差はない。
17. ↑  
ただし集計数字の統計的結果は結果として、実際に治療の場での総合的な印象は若干ずれることもある。柴山は2012年の著書で、解離性障害の人の55%が学校での持続的ないじめを受けた経験があるとしながら、しかし解離性障害との関係はそれほど強くない述べている（柴山雅俊2012 pp.62 - 63,p.66 ）。
18. ↑  
中でも性的外傷体験はその点でもっとも際だっているとする。2012年時点では性的外傷体験は解離性障害の45%に見られ、その内の77%が家庭外、33%が家庭内である。そしてその両方が重なる者が11%ありその人達はすべてDIDと診断されたという、（柴山雅俊2012 pp.62 - 63 ）
19. ↑  
これは北米での近親者からの児童虐待・性的虐待でも同じである。
深刻なことはこうした関係は遺伝はしないが伝染はするということである。
子どもを虐待する親は、本人自身がさらにその親から虐待されていたか、あるいは十分な愛情を感じとれなかった場合が多い。
20. ↑  
1991年にはリン(Lynn,S.J.)とルー(Rhue,J.W.)の、高い催眠感受性を持つ対象者は低い傾向の人と比較すればより高い空想傾向を持ってはいるが、催眠感受性と空想傾向の間の相関はわずかであり、高い催眠感受性を持つ対象者の大多数は空想傾向であるということはできないとする研究もある（岡田他2004 p.154 ）。

またパトナムの1997年には「催眠と解離との関係はほとんどない」と述べ、クラフトの四因子論にみられるような「外傷-自己催眠仮説」「解離連続体仮説」から離散的行動状態モデル (discrete behavior states) つまり病的解離モデルにシフトしている。

それらを重ね合わせると、「空想傾向」と「催眠感受性」は必ずしもイコールではないが、両方とも兼ね備えた一群があるということになる。
21. ↑  
リン(Lynn,S.J.)とルー(Rhue,J.W.)そしてグリーン (Green,J.P.) は1988年に「空想傾向が虐待や心的外傷のエピソード以前から発達していたのか、その後に発達させたかについては定かではないが、過酷な子ども時代の環境が空想傾向と結びつくことによりその個人が後に多重人格と診断される可能性が増大するのであろう」と述べている（岡田他2004 p.154 ）。
22. ↑  
国内では小塩真司らによる研究もあり、レジリエンスは「新奇性追求」「感情調整」「肯定的な未来志向」の3因子で構成され、また苦痛に満ちたライフイベントを経験したにも関わらず自尊心が高い者は、自尊心が低い者よりもレジリエンスが高いとする（小塩真司2002 pp.57 - 65 ）。
23. ↑  
ここでは専門用語としてではなく、一般用語として用いている。
解離理論での専門用語としては解離性障害の「ホームズの「離隔」と「区画化」」を参照されたい。
24. ↑  
この場合は主にその体を支配している交代人格を主人格と呼び、基本人格と区別することもあるがこれは人による例えば町沢静夫2003 p.34 でその体を支配している交代人格はあくまで交代人格、8年間眠っている元々の人格を主人格と呼んでいる。
ただしここまで来ると本来の人格と交代人格との差はほとんどなくなる（柴山雅俊2010 p.137 ）。
25. ↑  
例えば先のオクスナムの事例がそれである。
26. ↑  
「重要な個人的情報の想起が不能であり、普通の物忘れで説明できないほど」（DSM-IV-TRの定義 ）であれば、治療者はDIDを疑うが、別人格が確認できなければ解離性健忘と診断される。
27. ↑  
事件・トラウマの記憶、感情を別人格に切り離すことによって、主人格守ってきた現れと解釈されている。
28. ↑  
こちらは逆に、その事件によって失われかねない子供の無垢な心を守るために切り離したと思われるケースである。
大矢大が報告した2歳の交代人格を本人は「生まれ変わりたい、育てなおされたい願望」の現れと自ら位置づけている。
似たような例はオクスナムの別人格「子供ボブ」である（ジェフリー・スミス2005 p.311 ）。
29. ↑  
普通の感覚では信じられないが、普通人間は脳から抑制がかけられていて100%の筋力は出せない。
オリンピック選手でもそれは変わらない。
瞬間的にでも出せば筋線維を激しく損傷する。
その脳からの抑制が解除されて100%に近い最大筋力が発揮される。
「火事場の馬鹿力」などと言われるものと同じである。
30. ↑  
普通の人間が見ると全く別人の文字に見えるが「多重人格概念の復活」で後述する『イブの3つの顔』のケースではセグペン (Thigpen, C.H.) は陸軍の犯罪調査研究所に鑑定を行ってもらっている。
それによると熟達した鑑定者が精密に調査では同一個人によって書かれたものであることは一点の疑いがないが、ただし筆跡を偽ろうとする意図的な痕跡は発見できないという報告をうけている（セグペン1957 pp.174 - 175 ） 。
31. ↑  
「多重人格概念の復活」で後述する『失われた私（シビル ）』のシビルは美術を専攻していたが、画風は人格毎に異なり、統合されるに従って画風も変化している。
32. ↑  
1983年の古い調査だが、臨床医の1/3が担当患者の人格間で利き腕の逆転を、患者の半分ほどに同じ薬物に対する異なった反応を、1/4にはある人格だけのアレルギー反応を観察したという。
33. ↑  
いささか古い症例ではあるが、1946年の17歳の女子学生のケースを荻野恒一が『精神病理学入門 』(pp.19 - 30,pp70 - 77) で詳しく分析している。そのなかで荻野は、このDID患者の 6つの人格は、ジャネの「行動傾向の階層的秩序」の 発達の8段階のうちの7段階（8段階目は限られた天才である）にほぼ当てはめられるとする。
ジャネの「行動傾向の階層的秩序」の 発達の8段階とはボールドウィン(Baldwin,J.M.)の発達心理学などを取り入れたものである。1920年のロンドン大学での講義では「反射的動作の段階」「知覚行動の段階」「社会的行動の段階（社会的といってもメダカの群れのように原始的な）」「原始的知性の萌芽の段階」「断言的思考と意志の段階」「反省的思考と意志の段階」「理性的、実行的の段階」「実験的、創造的傾向の段階（限られた天才）」の8段階としている（荻野恒一1964 pp.30 - 44）。
1905年にアメリカのモールトン・プリンス (Prince,M.) が発表したミス・ピーチャムの症例の3つの人格もこの枠組みの中で理解できると荻野はいう（荻野恒一1964 pp.28 - 29）。
これらの段階は生まれ落ちてから大人になるまでに段階的に切り替わるようなものではなく、外側から包み込む様に重ねられてゆくもので、ジャネは、様々な精神疾患を「より低級な段階に転落（退行）した行動様式」の具体的表現ととらえている（荻野恒一1964 p.31）。
そして荻野は「従来不可思議な現象と考えられていた二重人格、三重人格の現象もうまく説明でき」（荻野恒一1964 p.28）、「多数の全く異なった人格、ないし精神が、ひとつの肉体を交互に占領しているのではなく、一個の人格の持っている様々な様相が、おのおのの人格像のなかで、具体的に物語れているように思われる」と述べている（荻野恒一1964 p.25）。
34. ↑  
例えば有名な症例の中では
『イブの3つの顔』の中のイブ・ホワイト、
『失われた私（シビル ）』の中のシビル本人、
『17人の私』のカレンなどがそうである。
『多重人格者の日記』のボブはそうでは無かったが。
35. ↑  
一部には精神科医に不信の念を抱く者もいるが、これは1990年代には多くの精神科医はDIDを知らず、または懐疑的で、統合失調症や境界性パーソナリティ障害と診断しがちであったためである。
現在では公然とDIDを否定する意見は影を潜めたが、古い世代の精神科医にはその傾向はまだ残っている。
またDIDとの診断は行えても、治療経験がないことから治療を断る病院も多いという（岡野憲一郎2011 pp.162 - 163 ）。
ただし2010年前後には精神科医や臨床心理士向けのテキストも充実してきており、それに取り組む治療者は確実に増えてきている。
『多重人格者-あの人の二面性は病気か、ただの性格か』とか『わかりやすい「解離性障害」入門 』の巻末には「多重人格の治療はどこで受けられるか」「対応可能な機関一覧」がある。
大学病院の精神科にも解離性障害の専門医がいる可能性が高く、あるいはそこから専門医を紹介してもらえる可能性も書かれている。
36. 1 2  
ジェフリー・スミスは、「われわれは恐怖や苦痛に満ちた出来事の衝撃を柔らげるために共感的な繋がりを活用する。
他者と再び繋がることができるという希望だけでも、トラウマの衝撃からわれわれを守るに十分となることがある。
…ほんの少しでも他人に知って貰える機会があるだけで、感情的損傷に対処し、これを回避する能力は強化されるのである」と述べている（ジェフリー・スミス2005 p.310 ）。
37. ↑  
柴山は2010年の『解離の構造』 p.198、および2007年の『解離性障害』でもほぼ同じ10項目であげている。
38. ↑  
ロス (Ross,C.A.) の治療ステップは服部雄一1998 p.145 に「人格システムの構成図をつくること」とあるのがマッピングのことである。
この服部雄一の本が出版されたときには既にロス (Ross,C.A.) は方針を変えていたことになる。
39. ↑  
次章「除反応かレジリエンスの強化か」および「親達の反撃・虚偽記憶」でも1997年がひとつの区切りであることを見てとれる。
40. ↑  
除反応と同様のものにPTSDの予防法として一時期提唱された心理的デブリーフィング（Psychological Debriefing ）がある。
これは災害などの2,3日後から1週間目までの間に行われるグループ療法であり、2 - 3時間をかけて出来事の再構成、感情の発散（カタルシス ）、トラウマ反応の心理教育などがなされるものである。

しかし 日本トラウマティック・ストレス学会 によると、1990年代後半からPDの有効性の問い直しを迫る論文があいつぎ発表され、Rose S, Bisson J, Wesley S: Psychological debriefing for preventing posttraumatic stress disorder(PTSD)(Cochrane Review). In: The Cochrane Library, Issue 4. Oxford: Updated Software; 2002. では「デブリーフィングは心理的苦痛を緩和することも、PTSD発症を予防することもない」「トラウマ犠牲者・被災者への強制的なデブリーフィングはやめるべきである」と云われている。
デブリーフィングを受けない自然経過で予想以上に被害者のPTSD症状の改善が見られ、個々人やそれを取り巻くサポートの持つ自発的・自助的な回復力が改めて見直されてきている。

2001年の厚生労働省 災害時地域精神保健医療活動ガイドライン にもこうある。
「一般に、体験の内容や感情を聞きただすような災害直後のカウンセリングは有害であるので、行ってはならない。
…その効果は現在では否定されており、国際学会や米国の国立PTSDセンターのガイドラインでも行うべきでないと明記されている。
心理的デブリーフィングを行うと、そのときには良くなった感じが得られるのだが、将来的にはかえってPTSD症状が悪化する場合さえある。
現在でも、こうした古い考えに基づいた援助が提案されることがあるが、行ってはならない。」
41. ↑  
「環境も整え」とは、屈強な看護師を待機させ、外来の場合には最初の1/3をそれに充て、かつ患者に付き添いの人を同伴してもらうなども含む。
岡野は「患者が除反応のあと解離状態のままクリニックを出て、道にふらふらと飛び出して事故などに遇いはしないか、などという懸念は現実的なものである」と述べている。
42. ↑  
パトナムは自分のDID患者との面接時間は90分であり、特に除反応を行うときは50分では短かすぎるとしている。
しかし日本の精神科での診療時間で90分もかけられる病院はまずない。長くても30分ぐらいである。
心理療法士による保険対象外のカウンセリングでやっと50分ぐらいというところである。
43. ↑  
『解離』（1998年 ）の副題は「若年期における病理と治療」であり、児童・青少年に関してはとの保留付きであるが、除反応を治療技法として用いることに反対を表明し、治療の根本は自然回復力が発揮されるのを援助することであって「重視すべきことは、自己統御、感情と衝動の調整、行動の統合、意識と自己の表象との統一の強化」であるとしている。
細澤 仁は「パトナムの病理理解が発達論に傾いたことからの論理的必然であると思われる」とコメントしている（細澤仁2008 p.40 ）。
44. ↑  
細澤は「患者は外傷記憶を治療の場で語らない方がよい」とまで云っている。ただしここまで言い切る治療者は細澤以外にはあまり居ない。
細澤のユニークな精神分析的治療論を要約することは難しいが、簡単に云えば患者自身の治癒力を高めることで症状は改善し、結果として交代人格は統合されてゆくとする（細澤仁2008 pp.62 - 63 ）。
細澤仁は交代人格を区別しそれぞれの名前で呼ぶこともしない。
ただし、交代人格をそれぞれの名前で呼ばないことが全ての場合において良いことなのかどうかについては異論もある。交代人格が自分の存在を無視されたと感じれば逆効果となりうる。
45. ↑  
大矢大は「外傷性精神障害を疑った際は、安全を確立することを取り敢えずの目標にすることが大切である。治療が進み、安心感を確立できれば自ずと外傷は語りはじめられる」という。
46. ↑  
この愛着理論 (Attachment theory) の側からの治療論は、1997年の『解離』におけるパトナムの離散的行動状態モデルへの転換の契機となったものである。
直接的には発達論的精神病理学への接近（パトナム1997 pp.13 - 16 ）なのだが、愛着理論も同じ流れにある。
47. ↑  
柴山雅俊は2010年の『解離の構造』の最後の章「解離の治療論」をこう結んでいる。
「解離性障害の治療において重要なことはたんにひとつの人格にすることではない。
必要なことはそれぞれの魂が「包まれる」とともに「つながり」を回復してゆく課程であり、それによって〈むすび〉すなわち生成する生命の力を奮いたたせることにある」
「むすぶ」ということばは「つつむ」（ ＝ 掬ぶ ）ことと「つなぐ」（ ＝ 結ぶ ）ことの両義を持ち、神道では「産霊」を〈むすび〉と読む。
「むす」は「産す」「生す」であり「ひ」は霊力のことである。
従って柴山のいう「むすぶ」とは単に人格を結合することではなく、鎮魂の意味も込めている。
何を鎮魂するのかというと「ネガティブな心的内容」を受け持った、心的外傷をひとりで抱え込んだ「切り離されたわたし」「身代わり部分」としての別人格である。
誰がというとそれは治療者でありパートナーや家族であり、そして何よりも身代わり人格によって助けられていた本人自身によってである。
それによって身代わり人格はその存在意義を認められ、尊厳を回復して止まっていた時間が動きだし、記憶をみんなで分かち合うことに目を開く。
48. ↑  
ロバート・オクスナムの事例でも母親の死という精神的ショックに際し、一時的なもので済んでいるが統合されたはずのトミーや魔女が再び姿を現している。
49. ↑  
本明寛が『あなたに潜む多重人格の心理』で述べた内容はほぼ正常な範囲である。
それは多面性であって多重人格 (MPD=DID) ではない。
50. ↑  
DAM-IV-TR「特定不能の解離性障害」での定義
51. ↑  
DESを用いて解離連続仮説を説いていたパトナム自身が離散的行動モデルに移行している。
解離性障害の「スクリーニングテスト」にあるDESからDES-Tの導出が典型的である（細澤仁2008 p.35 ）。
52. ↑  
DAM-IV-TR全般で障害とみなすものの一般的理解。
ただしDSM-IV のDIDについての定義の中にはこの条件はない。
厳密に言えば、統合が完全に済まなければ、記憶が共有できても、本人（達 ）がなんら苦痛を感じず、社会生活上の困難がなくなっても、いつまでも「障害」であることになる。
DIDの最後の「D」は「障害」の意味である。
しかし現在では多くの治療者はこうした立場をとらない。
また最終決着ではないものの、DSM-5での試案ではこの条件が加えられている。
53. ↑  
「させられ」を「感情」「思考」「行為」に分解すると11になる。ここでは柴山雅俊2010 pp.165 - 175を参考にして、注釈はこちらで付けている。
柴山は1 - 3を「幻聴」(pp.167 - 179)、4 - 6を「思考過程の障害(pp.169 - 170)」、7は感情、思考、行為、または意志、感情、欲動の「させられ体験」(pp.170 - 173)とまとめている。
「幻聴」「思考過程の障害」「させられ」についてはDIDにも統合失調症にも見られるとするが、統合失調症とDIDの差を同書で論じている。
最後の8と9はDIDでは基本的にみられないとする。
54. ↑  
ブロイラー (Bleuler,E.) の説明の中にはこうある。
「私は早発性痴呆をschizophrenieと呼ぶが、それは異なる心的機能の多少なりとも明確なスプリッティングを目の当たりにする。
もし病気が顕著であるならば、人格は統合を失う。
…ひとつの複合が人格を支配し、ほかの考えや動因によるグループはスプリットオフされ一部が、あるいは完全に無力化されてしまうのである（Gainer,K 1994 : Dissociation and Schizophrenie :an historrical review of conceptual development and relevant treatment approaches.Dissociation 7,261 - 269 より岡野訳。
岡野憲一郎2007 p.87 ）。
55. ↑  
やっかいなことは、数は少ないものの併発しているケースもあることである。
56. ↑  
1980年代には北米の多くのDID研究者が抗精神病薬を用いた場合に、高い確率で有害な副作用をもたらすことを発表している（西村良二2006 p.111 ）。
57. ↑  
DSM-III-Rの時代であるが、1984年のホルビッツ (Horevitz. R.) とブラウン (Braun. B.G.) の調査によればDIDの7割はBPDの基準も満たしてしまうとする。
ロス(Ross,C.A.) らの1989年の調査でも同様の結果が出ている（岡野憲一郎2009 p.145 ）。
58. ↑  
ただし柴山雅俊は「少なくとも攻撃的で衝動的な交代人格の存在が推定されるケースでは抗うつ薬の選択は慎重にすべきであろう」と述べている。
59. ↑  
DSMは現在のDSM-IV-R からの改訂作業中であるが、DSM-5試案 ではPTSD関連を「不安障害」から独立させて、「解離性障害」とも別の「外傷とストレッサー関連障害」という分類を新設する方向で検討されている。
60. ↑  
現在の改訂案（Updated April-30-12: 2012年6月17日確認）でもっとも大きい点は B.の「（人格の ）少なくとも2つが反復的に患者の行動を統制する」という項目がなくなり、その内容が A.に含まれていること。C.の「重要な個人的情報の想起が不能であり、普通の物忘れで説明できないほど強い」に該当する部分を含め、文言が大幅に変更されていること。
および「社会的・職業的機能、または他の重要な領域で、臨床的に著しい苦痛または障害の原因になる」という他の障害に一般的に付けられている条件が加わっていることである。
DSM-IVで「解離性障害」担当委員会の議長であったスピーゲルらが2011年に提案した「DISSOCIATIVE DISORDERS IN DSM-5」によると、DIDについての議論の焦点は特定不能の解離性障害との間の仕分けである。
61. ↑  
つまり「人格 (personality)」と言われていたものが「人格または人格状態 (personality or personality states)」と薄められ、さらに「同一性または人格状態 (identity or personality states)」となって「人格 (personality)」という表現がなくなっている。
「人格状態 (personality states)」は「人格のごとき状態」であって「人格」ではない。
62. ↑  
実はこの名称変更に裏にはDSM-IV 編集時の確執があったという。
アリソン (Allison,R.) によればDSM-IVの検討メンバーの中に「多重人格症の存在を疑う人達」が居て、その主張が「一人の人にはひとつの人格が原則である」というものであったという。
それらのメンバーの意見の一部を取り入れ「多重人格」という言葉を避けて解離性同一性障害という名称を用いることで政治的決着を見たらしい（岡野憲一郎2007 pp.33 - 34 ）。
63. ↑  
ここでの「同一性」は、エリクソン (Erickson,E.H.) が「同一性拡散」という場合の「同一性」とは別物である（西村良二2006 p.100 ）。
障害名の理解としては上記で十分である。
さらに英語と日本語の翻訳の誤差というものもある。
personalityにはいくつもの意味がある。
そのひとつが「人間であること、人間としての存在」であり、ロス (Ross,C.A.) が「一人の人間が複数の人格を持つことはあり得ない」というときの「人格」の意味はこれである。
しかし「個性、性格」の意味の方が辞書では上位であって、「a personality test」は性格検査であり、「a television personality」はテレビタレント、「personality journalism」はゴシップジャーナリズムである。
これを「人格検査」「テレビ人格」「人格ジャーナリズム」と機械的に直訳すると訳がわからなくなる。
一方「identity」は「同一人であること、本人であること、正体、身元」「独自性、主体性、本性、帰属意識」である。
64. ↑  
問題は b)であり、DIDの定義では「C. 重要な個人的情報の想起が不能であり、普通の物忘れで説明できないほど強い」の部分である。
主人格と交代人格が互いの存在を知っている場合などは「重要な個人的情報の想起が不能」とはならず、よってDIDではないということになる。
65. ↑  
ICD-10の作成時のDSMはIII-Rだったので、その時点では同期は取れていた。
66. ↑  
下記以外にも様々な解離性尺度があり、田辺 肇 (2007) 「解離性の尺度と質問紙による把握」『精神科治療学』 22-4 p.401 ）に紹介されている。
67. ↑  
この時代のDIDの詳しい症例で日本語訳があるもののひとつは、 ブロイアー (Breuer,J.) とフロイトとの共著『ヒステリーの研究』の中で、ブロイアー (Breuer,J.) が書いた「観察1　アンナ・O 嬢」であり、『フロイト全集』 の2巻に収録されている。
そしてもうひとつは、ジャネの、症例リュシーについての1886年の論文の「別人格の出現」と、翌年の「リュシーの再発」である。両方とも、ジャネの代表症例を編集した『解離の病歴』に収録されている。
68. ↑  
岡野憲一郎は、フロイトの関心は、性的な外傷により動かされる性的欲動にあったのであって、彼がよってたつ理論はあくまでリビドー論でありそれと連動した抑圧理論であったとする。
つまり抑圧の対象、人が自分の中に認めまいとするものとして、自分自身の性的な衝動や、攻撃的な本能をもっぱら想定していて、そうした衝動を無意識に追いやるのが抑圧であると（岡野憲一郎1995 p.14 ）。
だから「誘惑理論」の頃でさえ、同じ「外傷」を扱ったとしても両者の関心は正反対であったとしている（岡野憲一郎2011 p.52 ）。
69. ↑  
この転換をもっとも扇動的に攻撃したのが1984年のマッソン (Masson,J.) であり、フロイトは孤立を恐れて自説を放棄したというものである。それに対する反論の中で重要なものは、1991年のスタントン (Stanton,M.) によるもので、フロイトは性的外傷が原因になりうるということを全面的に否定したわけではなく、個人の持つ空想や近親相姦願望が、その外傷の結果にどのような二次的、付加的な意味づけをするかを考慮すべきだということを主張しているとする（岡野憲一郎1995 pp.50 - 51 ）。
ただしこの議論は、一見正反対な主張をしながらひとつだけ共通する点がある。「誘惑理論」は実は正しかったとする点である。しかしこの「誘惑理論」といわれる「ヒステリーの病因論のために」という講演の原稿を読むと、フロイトはこののちに完成する精神分析のセオリーのひとつ「中立性」に反する「暗示」を行っている。「患者達は分析を用いる前には、幼児期の初体験については全く知りません。そしてそのような初体験が浮かび上がってきますよと知らされると、彼らは憤慨するのが常です。治療による非常に強い強制を受けることによってのみ、彼らはそれらの再現を始めてみようかという気になるのです」（フロイト全集1896 pp.236 - 237）。その後に、催眠によりその追体験をさせている。そしてその28年後の1924年に「これらのことはすべて正しい。ただし、私が当時、現実に対する過大評価と空想に対する過小評価から自分をまだ切り離していなかったことは考慮に入れておかなければならない」（フロイト全集1896 p.237）と注記しているが、事実上の暗示についての言及はない。
この「誘惑」、つまり実際にあった性的外傷か、それとも「欲動」、つまり想像の産物なのかという問題が、精神分析の世界を離れて、現実の場で再燃するのが「虚偽記憶」問題（後述）である。
70. ↑  
邦題は『ミス・ピーチャム あるいは失われた自己』。
なおこの概要は1900年にパリで開かれた国際心理学会において「多重人格の諸問題」というタイトルで発表されている。
71. ↑  
「少なくとも北米の精神医学の世界から」と限定したのは、エレンベルガー (Ellenberger, H.F.) が『無意識の発見-力動精神医学発達史』を著す10年以上前の1958年に村上仁、荻野恒一が『異常心理学講座』 第4部 で「異常心理学史の代表者たち」のひとりとして「ジャネ」を紹介していることによる。荻野恒一は1964年に、『精神病理学入門』でもジャネを論じている。
72. ↑  
相変わらず非常にまれであるか、あるいは催眠術による人工的なもの、つまり医原性のものと考えられていたようである（西村良二2006 p.98 ）。
 ただし悪いのは当時の精神医学界での評判だけでなく、後の時代の治療者達も誰ひとりこの本を褒めない（イアン・ハッキング1995 p.51 ）。
73. ↑  
なお『失われた私（シビル ）』ではシビルは治療を終え教職を得てウィルバー (Wilburn,C.B.) の元を離れたことになっており、「物語」の最後は「私は彼女の物語がハッピーエンドで終わったことが嬉しかった」と結んであるが、ここは事実ではない。
シビルは本名をShirley Arbell Mason という。
結婚もぜず古い友人や家族とも接触を断って、人目を避けてウィルバー (Wilburn,C.B.) の家の近くで暮らし1998年に亡くなった。
ウィルバー (Wilburn,C.B.) はシビルの支えになり、1992年に亡くなったときには遺産の一部をシビルに残している（鈴木茂2003 p.83 その情報源は「Unmasking Sybil」In Nwesweek Magazine Jan 24, 1999 である ）。
74. ↑  
一般的には「多重人格」のドキュメンタリーとして有名であるが、日本国内では、自己顕示欲が強く、周りの者を思うがままに操作しているところなどむしろ人格障害とアレキシサイミア（失感情症 ）の合併症ではなかろうかという意見もある（酒井和夫1995 p.104 ）。
75. ↑  
同事件の精神鑑定書は事実上3つあり、1つが「極端な性格の偏り（人格障害 ）」（鑑定者6名 ）、2つ目が「離人症およびヒステリー性解離症状（多重人格 ）を主体とする反応性精神病」鑑定者2名 ）、3つめが「精神分裂病（破瓜型 ）」鑑定者1名 ）である。
しかし判決では「性格の極端な偏り（人格障害 ）以外に精神病的な状態にあったとは思われない」と明確に否定していることはあまり知られていない。
またヒステリー性解離症状との鑑定を行った学者も交代人格に出会ってはいない。
DSM-IV-TRの定義ではDIDの診断は交代人格の存在の確認をもってなされる。
そのためには精神科医（または臨床心理士 ）が交代人格と出会う必要がある（細澤仁2008 p.17 ）。
次に第1次精神鑑定の段階で拘禁反応が観察されているので、さらにその2年後の第2次精神鑑定がどこまで正確にできるものかを考慮する必要があるとの指摘もある（酒井和夫1995 p.128 ）。
76. ↑  
舛田亮太と中村俊哉が1995年から2004年の間に学会、あるいは専門誌で発表された事例の中から十分な情報が得られるものを選んで集計したものである。「特に報告無し」は、「一時的ストレス型」と「持続的ストレス型」の合計。岡野憲一郎の「関係性のストレス」は2004年当時には提起されていなかったので、現在であればそう呼ばれたケースもここに相当含まれていることになる。
（一丸藤太郎 「解離性同一性障害（多重人格障害）」 『精神科臨床リュミエール』 2009 pp.123 - 124 、舛田亮太、中村俊哉　「近年の国内における解離性同一性障害の分類について／一時的ストレス型DIDの心理臨床的研究」 『心理臨床学研究』25巻4号 pp.476 - 482 ）。
77. ↑  
なお調査対象はDIDを含む解離性障害者であり、数字は何割との表記を%に改めた。
なおDIDと解離性障害の原因を比較できるものは白川美也子の2009年報告だけであるが、それを見るかぎり両者の間に有意差はない。
78. ↑  
白川報告（「子供の虐待と解離」『こころのりんしょう』 2009 p.307 ）はアリソンの定義に従い、7歳以前に重度のトラウマを受け、非常に多くの人格群が現れたケースをMPDとして分けているが、表には含まれていない。
それを含めると112人になるはずだが、表の編集ミスと思われる。
ここではデータのある105人で計算している。
「DDNOS」は特定不能な解離性障害。
「その他DD」とは「その他解離性障害」であるが、PTSDの中で解離障害症状を持つ患者も含めている。
白川の報告は本人の患者の2000年から2006年3月までの集計であり、警察や児童相談所、行政の困難例からのからの紹介が多く、白川自身がいうように他の報告者よりも、虐待症例の集まりやすい状況である。
79. ↑  
一丸藤太郎が1996年に始めてDIDに出会ってから、2009年までの間に自身が心理療法を行ったり、スーパービジョン（簡単にいえば心理療法実施者への指導）の中で十分な情報が得られた19人の集計。（一丸藤太郎 「解離性同一性障害（多重人格障害）」 『精神科臨床リュミエール』 2009 pp.123 - 124 ）。
80. ↑  
性的虐待は家庭内・家庭外とも、解離性障害全体の中で他よりもDIDの方が少ないという結果になっているが、標本数の少なさから有意差はないと見るべきである。
81. ↑  
北米以外ではブーン(Boon,S)による1993年のオランダの統計報告があるが以下とほぼ同等の傾向にある。
82. ↑  
この記憶は流産のあと心理療法を受けていたとき、催眠によるトランス状態の中で想起されたものである。
Michelle Smith & Lawrence Pazder 「Michelle Remembers」 Congdon and Lattes,1980。
同書は邦訳はされていないが、ローレンス・ライト1994 p.101 に同書についての記述がある。
83. ↑  
「Satanic-Ritual Abuse」を検索すると、アメリカではこの手の番組が今も繰り返しテレビで放送されていることが判る。
ポール・イングラム一家も家族でこの手の番組を見ていた。
84. ↑  
原題「癒す力(The Courage to Heal)」、邦題『生きる勇気と癒す力―性暴力の時代を生きる女性のためのガイドブック』、「近親相姦を思い出す運動のバイブル」ともされ、著者のエレン・バス(Bass, E.) とローラ・デイビス (Davis,L.) は詩人と短編小説家であり臨床心理学を修めた臨床心理士(clinical psychologist)ではない。
しかし両者とも「記憶回復のワークショップ」を運営している。
85. ↑  
偽記憶症候群財団の調査では親を告訴した者の90%は女性でそのほとんどが『生きる勇気と癒す力』を読んでいる。
ちなみに一人っ子はわずか2%で平均は3.6人である。
75%のケースでは他の兄弟姉妹は告発内容を信じなかったという（ローレンス・ライト1994.p.222 ）。
86. ↑  
キリスト教ペンテコステ派のある一派の牧師がほとんど集団睡眠状態の中で「この中に性的虐待を受けた人間がいる」と透視したことから、信者たちは「それは私のことだ」と次々に告白し始めた。
ポール・イングラムはそうした二人の娘から告発される。
娘たちはこの村に悪魔崇拝のカルトの拠点が存在するとまで主張した。
ポール・イングラムは娘達からの告発を聞いて、そうだったような気がしだして自白してしまうという冤罪事件である。
親子ともに暗示にかかりやすく解離傾向にあったのだろうとされる。
87. ↑  
自分を性的虐待していた父親が自分の友達もレイプした後に殺した記憶が蘇ったとして父親を告発した事件である。
検察側証人となったレノア・テアが『記憶を消す子供たち』でその事件を書いた後の1997年に、父親は上告によって無罪となり、逆にレノア・テアは訴えられることになった。（AP通信 ）。
88. ↑  
日本の臨床心理士は大学院で臨床心理学を学んでいることが前提のひとつだが、アメリカのサイコセラピストは病院勤務の場合を除いてそれほど厳格ではなく、州によっては届出だけで良いところすらある（ローレンス・ライト1994 p.207他 ）。
そうしたセラピスト、カウンセラー達の多くは催眠を行った。
89. ↑  
精神科医で国際多重人格および解離研究学会(ISSMP&D:現在の 国際トラウマ解離研究学会 の前身 ）の設立メンバーであり、一時期は会長でもあったブラウン (Braun,B.G.) までもが含まれていた。
ブラウン (Braun,B.G.) は1988年の「新たな臨床症候群-幼児期に悪魔崇拝者集団から儀式的虐待をうけたと訴える患者たち」という論文の共著者であり、そこで「悪魔的儀式虐待は真実であるというのが我々の見解である」とし、DIDを患う者の1/4までが悪魔的儀式虐待の犠牲者である可能性があるとしていた（ローレンス・ライト1994 pp.105 - 106 ）。
アリソンがDIDをめぐる精神医学界内部での三大論争のひとつに「悪魔的儀式虐待論争」をあげているぐらいだから悪魔的儀式虐待(SRA)の存在を信じていたDIDの治療者はブラウン (Braun,B.G.) 以外にも多数いたことになる。
90. ↑  
現在の 国際トラウマ解離研究学会 の前身
91. ↑  
同じ時の学会かどうかは不明だがアリソンもSRA患者が大量に見つかった大きな精神病センターで開かれた大会に出席したとき、発表者があるタイプの交代人格を「患者が子ども時代に悪魔教の礼拝をされたときに作り出される」と説明していたのを聞いている（アリソン1980 p.257 ）。
ISSMP&Dは悪魔的儀式虐待(SRA)の存在を信じるグループと、それに懐疑的なグループの調停をめざして、クラフトを長とする特別調査委員会の設置を決めたが、調停は不可能と思ったのかすぐに辞任してしまった（イアン・ハッキング1995 p.147 ）。
92. ↑  
アメリカ心理学協会とアメリカ心理学会は、メンバーは多く重なっているが組織としては別物である。
アメリカ心理学会は当初は学術団体であったが、次第に学術団体というよりは職能団体としての色彩が強くなった。
そのため心理学研究者はそれとは別に、アメリカ心理学協会を組織し、2006年1月に科学的心理学会に改名している。
93. ↑  
悪魔的儀式虐待(SRA)を受けたと主張するDID患者に関するドキュメンタリーで邦訳されたものには『ジェニーの中の400人』がある。この事例では、本人はもちろん著者も、治療に当たった医師やカウンセラーも、そして訳者もそれを信じている。著者のジュディス・スペンサーはその「まえがき」でこう述べる。「幼児虐待と多重人格化のあいだの関係は、かなりはっきりと照明されている。いまでは、サタン崇拝の宗教儀式に参加して多くの子供達が多重人格化した件数がうなぎのぼりに増えている。ベネット・G・ブローン医師が編纂してアメリカ精神医学出版社から刊行された『多重人格障害の治療』という本の中の一節はとくに示唆的である」。この「ベネット・G・ブローン医師」は本稿ではブラウン (Braun,B.G.) と表記している。ブラウンが患者から訴えられて敗訴したのは同書が邦訳された後である。
94. ↑  
実際に先述のブラウン（Braun,B.G.） はイリノイ州専門家管理局から「動物実験で安全性が確認されている量を超える薬物の大量投与」「自説（悪魔的儀式虐待を原因とするDID発症 ）を補強する材料にするために、バルガス一家を実験対象として扱った」として処分をうけている。（後述）。
95. ↑  
ただし、悪魔的儀式虐待の犠牲者であると申告する者の全てが虐待とは無関係であるといっているわけではない。
ギャナウエイ (Ganaway,G.K.) も1989年の論文 "Historical versus narrative truth: Clarifying the role of exogenous trauma in the etiology of MPD and its variants." Dissociation,vol.2,no.4 では悪魔的儀式虐待の「背後にあるものは、残酷ではあるがありふれている虐待…に過ぎない」としているし、多重人格の信頼性を危うくし「幼児虐待の研究一般を危険にさらす」（イアン・ハッキング1995 p.144 ）と考えている。
『17人の私』にはDIDの女性の交代人格の中に悪魔的儀式虐待の記憶を持つ子供がいる。
ただし統合された後にはあの記憶はおかしすぎると本人自身が述べるが。
96. ↑  
ジュディス・ハーマン『心的外傷と回復-増補版』（1992年）に増補された「付 外傷の弁証法は続いている」によく現れている。
ロフタス (Loftus,E.F.) は1994年の著書『抑圧された記憶の神話』の冒頭「読者の方々へ」の最後を「本書が子どもへの性的虐待、近親姦、暴力などの現実やその恐怖を否定するものではないことを、心にとめておいていただけるようお願いしたいと思います。これは記憶の論争なのですから。」と結んでいる。

確かにジュディス・ハーマン (Herman,J.L.) とロフタス (Loftus,E.F.) の間では「記憶の論争」であるが、もうひとつの問題を岡野憲一郎が指摘している。
それは「DID概念を推進する人々の背後に読み取ることのできる、ある種の政治的な意図に対する反発もあった。
それは患者を社会における権力や暴力ないしは虐待の犠牲者として規定する方向であり、それは一部のフェミニズムの姿勢に通じるものである」という疑念を持つ者が多くいたということである。（岡野憲一郎2009  p.147 ）

「一部のフェミニズム」の代表がジュディス・ハーマン (Herman,J.L.) であるが、しかしDIDに取り組んだ治療者の全てがラディカル・フェミニズムだったわけではない。
イアン・ハッキング (Hacking, I.) がいみじくも「多重人格運動」と呼んだ動きは、当時注目を集めつつあった「児童虐待」「児童性的虐待」やキリスト教的な「悪魔的儀式虐待の犠牲者発見」の中に自らの存在意義を見いだしたものが多くいたということもある。
キリスト教的なといっても、ファンダメンタルなプロテスタントとそうではない流れではまた異なる。

さらに複雑なのはそれがDID対反DIDの対立としてあっただけでなく、DID陣営（ISSMP&D、現在の ISS-D ）自体を二分していった。
DID治療者のギャナウエイ (Ganaway,G.K.) はロフタス (Loftus,E.F.) に続いて「回復記憶」を反証する催眠実験を行っている。
1991年当時、ISSMPD&Dの会長であったキャサリン・ファイン (Fine,C.) は、悪魔的儀式虐待問題はISSMPD&Dの「不和の種--それどころか、命取りの要素になる可能性も持っている」と述べている（イアン・ハッキング1995 p.144 ）。
なお、この対立を「政治的対立」と評した最初の人間はイアン・ハッキング (Hacking, I.) であり、『記憶を書き換える』の15章のタイトルは「記憶政治学」である。

当初FMSFはしばらくはDIDに対する論評を控えていたが（イアン・ハッキング1995 pp.154 - 156 ）、ついにDID治療者も巻き込まれ、FMSFに攻撃されるような事態になる。
先のブラウン (Braun,B.G.) も患者に訴えられた。
FMSFは、ウィルバー (Wilburn,C.B.)の患者の治療記録『失われた私（シビル ）』についても 全面否定 している。
もっともシビルはDIDではないと言い出したのはDIDの専門家スピーゲルであり、1995年にボルフ-ヤコブセン (Borch-Jacobsen,M.) の インタビュー ）の中で話したことなので、DID治療者対FMSFという単純な構図ではないのだが。
97. ↑  
最初のDIDクリニックが置かれた病院で、ISSMPD&D年次総会が開かれる本拠地だったという（イアン・ハッキング1995 p.155 ）。
98. ↑  
バルガス夫人は産後うつ症状でブラウン (Braun,B.G.) の勤める病院を訪れたが、DIDと診断されて子供二人まで半強制的に入院させられたという。
ブラウン (Braun,B.G.) はバルガス夫人に300もの別人格を「発見」したうえ、夫人が悪魔的儀式虐待を「思い出す」のを助長した（イアン・ハッキング1995 p.155 ）。
さらに刑事訴追もされ、ブラウン (Braun,B.G.) は医師免許の2年間停止、アメリカ精神医学会、イリノイ州精神科医協会からの除名処分となっている（The BENNETT BRAUN STORY ( Illinois-Wisconsin FMS Society )。
ブラウンと同様に告訴された事例は榎本博明2009 pp.34 - 36 や、岡野憲一郎2007 p.35 にも複数あげられている。
99. ↑  
岡野憲一郎は2000年の『心のマルチ・ネットワーク』（pp.168 - 173）の中で「偽りの記憶」と催眠に関して例を示したあとでこう述べている。
「偽りの記憶がいかに確からしく当人に感じられるかは、その記憶を植え付けた人がどの程度それに確信をもっていたかによるということです。
･･･治療者が心から虐待の事実を確信していたばあい、患者もそれに対する確信が増す傾向にあります」と。岡野はこのころ、アメリカでDIDの治療にあたっていた。
100. ↑  
薬物依存症の母親がクスリ代欲しさに幼児を男に売っていたと噂されている。父親はいない（パトナム1997 pp.427 - 428 ）。
101. ↑  
ウイルソンとバーバーは、1983年の論文で、空想傾向の強い対象者の65%は「全ての感覚モダリティにおいて幻覚的な強度をもつ空想を経験することができ、また85%は（対象群が24%であったのに対して ）彼らは空想したことの記憶と実際に体験したことの記憶を混同する傾向がある」としている（岡田他2004 p.153 ）。
102. ↑  
ロバート・オクスナムの治療を行った精神科医ジェフリー・スミスも、オクスナムがDIDと診断された後に『失われた私（シビル ）』を読んで自分と多くの共通点があることを報告してきた時にやんわりと諫めている。（オクスナム2005 p.69 ）。
103. ↑  
パトナムは『イブの3つの顔』はDIDを誤解させる書き方をしており、臨床的な特徴を曖昧にした責任がありそうであるとする。
さらに「統合に対する非現実的な期待と憶測」とまでいう（パトナム1989 p.54 p.407 ）。
104. ↑  
『存在の深き眠り』もモチーフとして『イブの3つの顔』を忠実に用いているが、しかしイブ本人クリス・コスナー・サイズモアの自伝 『私はイヴ』はネグっている。
自伝によれば『イブの3つの顔』の後に現れた別人格の方が圧倒的に多い。
パトナムの『イブの3つの顔』評はここにも当てはまる。